# Akhisarspor
Akhisar Belediyespor (kurz: Akhisarspor) ist ein türkischer Sportverein aus der westtürkischen Stadt Akhisar der Provinz Manisa. Der Verein spielte zwischen den Saisons 2012/13 und 2018/19 in der Süper Lig und befindet sich in der Ewigen Tabelle der Süper Lig auf dem 45. Platz. Bis zum Sommer 1999 hieß der Klub nur Akhisarspor und wurde dann durch den Einstieg der Stadtverwaltung in die Vereinsführung in die heutige Form Akhisar Belediyespor (deutsch Stadtverwaltungssportklub Akhisar) umbenannt. Der Verein ist nach Manisaspor der zweite Verein aus der Provinz Manisa, der je in der höchsten türkischen Spielklasse, der Süper Lig, gespielt hat. Neben Fußball bietet der Verein folgende Sportarten an: Basketball, Taekwondo, Ringen und Judo.

## Geschichte
| Ligaplatzierungen seit der ersten Profiligateilnahme                                          |       |                        |
| Saison                                                                                        | Platz | Liga                   |
| 1984/85                                                                                       | 02.   | 3. Liga                |
| 1985/86                                                                                       | 07.   | 3. Liga                |
| 1986/87                                                                                       | 11.   | 3. Liga                |
| 1987/88                                                                                       | 12.   | 3. Liga                |
| 1988/89                                                                                       | 12.   | 3. Liga                |
| 1989/90                                                                                       | 13.   | 3. Liga                |
| 1990/91                                                                                       | 07.   | 3. Liga                |
| 1991/92                                                                                       | 09.   | 3. Liga                |
| 1992/93                                                                                       | 10.   | 3. Liga                |
| 1993/94                                                                                       | 13.   | 3. Liga (Abstieg)      |
| 1994/95                                                                                       | 0?.   | Amateurliga (Aufstieg) |
| 1995/96                                                                                       | 07.   | 3. Liga                |
| 1996/97                                                                                       | 13.   | 3. Liga                |
| 1997/98                                                                                       | 10.   | 3. Liga                |
| 1998/99                                                                                       | 11.   | 3. Liga                |
| 1999/2000                                                                                     | 11.   | 3. Liga                |
| 2000/01                                                                                       | 08.   | 3. Liga (Abstieg)1     |
| 2001/02                                                                                       | 06.   | 4. Liga                |
| 2002/03                                                                                       | 11.   | 4. Liga                |
| 2003/04                                                                                       | 07.   | 4. Liga                |
| 2004/05                                                                                       | 11.   | 4. Liga                |
| 2005/06                                                                                       | 04.   | 4. Liga                |
| 2006/07                                                                                       | 11.   | 4. Liga                |
| 2007/08                                                                                       | 02.   | 4. Liga (Aufstieg)     |
| 2008/09                                                                                       | 05.2  | 3. Liga                |
| 2009/10                                                                                       | 02.3  | 3. Liga (Aufstieg)     |
| 2010/11                                                                                       | 14.   | 2. Liga                |
| 2011/12                                                                                       | 01.   | 2. Liga (Aufstieg)     |
| 2012/13                                                                                       | 14.   | 1. Liga                |
| 2013/14                                                                                       | 10.   | 1. Liga                |
| 2014/15                                                                                       | 12.   | 1. Liga                |
| 2015/16                                                                                       | 08.   | 1. Liga                |
| 2016/17                                                                                       | 07.   | 1. Liga                |
| 2017/18                                                                                       | 11.   | 1. Liga                |
| 2018/19                                                                                       | 18    | 1. Liga (Abstieg)      |
| 2019/20                                                                                       | 4.    | 2. Liga                |
| 2020/21                                                                                       | 16.   | 2. Liga                |
| 2021/22                                                                                       | 16.   | 3. Liga                |
| 2022/23                                                                                       | 14.   | 4. Liga                |
| 1Systembedingter Abstieg 2Platzierung in der Abstiegsrunde 3Platzierung in der Aufstiegsrunde |       |                        |

### Vereinsgründung
Der Verein wurde am 8. April 1970 von Yılmaz Atabarut, Orhan İlker und İrfan Başaran gegründet. Nachdem sich die Amateurvereine Akhisar Güneşspor, Akhisar Gençlikspor und Akhisar Doğanspor aufgelöst hatten, übernahm Akhisarspor einen Teil von deren Vereinsfarben. So übernahm man von Güneşspor die Farbe Grün, von Gençlikspor die Farbe Schwarz und von Doğanspor die Farbe Gelb.
Ab Mitte der 1960er Jahre wurde auf Direktive des türkischen Fußballverbandes und des Sportministeriums landesweit eine Kampagne gestartet, nach der in allen kleineren Städten der Türkei die Gründung eines Fußballvereins gefördert werden sollte, der u. a. auch durch den Zusammenschluss von kleineren örtlichen Vereinen zustande kommen sollte. Diesem landesweiten Trend folgend wurde die Vereinsgründung nach vereinseigenen Aussagen dadurch initiiert, dass eine Gruppe von Fußballbegeisterten im Stadtzentrum ein Plakat aufstellten, indem sie die Gründung von Akhisarspor forderten.
Bereits in der ersten Saison nach der Gründung sicherte sich der Verein die Meisterschaft der Manisa Bölgesi Amatör Şampiyonasi (dt.: Regionale Amateurmeisterschaft der Provinz Manisa) und durfte damit die Provinz in der Türkiye Amatör Şampiyonası (dt.:  Amateurmeisterschaft der Türkei). Hier gelang es der Mannschaft, unter die letzten 16 Mannschaften zu kommen; sie schied anschließend gegen Denizgücü aus.

### Einstieg in den Profifußball
Nachdem zum Sommer 1980 der türkische Profifußball von bisher drei auf lediglich zwei Profiligen reduziert worden war, wurde 1984 auf Direktive des damaligen Staatspräsidenten Turgut Özal die dritthöchste professionelle Fußballliga, die 3. Lig, mit heutigem Namen TFF 2. Lig, wieder eingeführt. Darüber hinaus wurde verkündet, dass man nach Erfüllung bestimmter Auflagen und Bedingungen eine Ligateilnahme beantragen könne. Um die Stadtentwicklung voranzutreiben, bemühten sich mehrere Stadtnotabeln darum, die Auflagen zu erfüllen. So wurde das Fußballstadion für die Anforderungen der Liga erweitert. Nachdem man die Auflagen erfüllt hatte, bestätigte der türkische Fußballverband die Teilnahme. So nahm Akhisar Belediyespor in der Spielzeit 1984/85 der wiedereingeführten 3. Lig teil. Bereits zur ersten Saison, der Saison 1984/85, lieferte sich der Verein mit dem Provinzrivalen Manisaspor ein Kopf-an-Kopf-Rennen um die Meisterschaft und damit um den Aufstieg in die 2. Futbol Ligi. Schließlich vergab der Verein mit einem Dreipunkterückstand die Meisterschaft an Manisaspor und wurde selbst Vizemeister.

### Abstieg in den Amateurfußball
Nach der ersten erfolgreichen Drittligasaison begann der Verein meistens Tabellenplätze im mittleren und unteren Tabellensegment zu platzieren. Lediglich in den Spielzeiten 1990/91 und 1991/92 wurden zwei Mal der siebte Tabellenplatz erreicht. In der Drittligasaison 1993/94 beendete die Mannschaft die Saison auf dem 13. und damit letzten Tabellenplatz und musste nach zehn Jahren wieder in die Amateurliga absteigen.

### Namensänderung in Akhisar Belediyespor und Rückkehr in die 3. Liga
Nach dem Abstieg in die Amateurliga im Sommer 1994 stieg die Stadtverwaltung Akhisars, die vorher schon den Verein unterstützte, in die Vereinsführung mit ein und änderte den Klubnamen in Akhisar Belediye Gençlik ve Spor Kulübü (dt.: Jugend- und Sportklub der Stadtverwaltung Akhisars) (kurz: Akhisar Belediyespor) um. Bereits in der ersten Saison mit diesem Namen wurde die Meisterschaft der Amateurliga und damit die Rückkehr in die 3. Futbol Ligi erreicht. Nach dem Aufstieg belegte der Klub wieder Tabellenplätze im mittleren und unteren Tabellensegment.

### Systembedingter Abstieg in die TFF 3. Lig
Da mit der Saison 2001/02 der türkische Profifußball grundlegenden Änderungen unterzogen werden sollte, wurden bereits in der Spielzeit 2000/01 Vorbereitungen für diese Umstellung unternommen. Bisher bestand der Profifußball in der Türkei aus drei Ligen: Der höchsten Spielklasse, der einspurigen Türkiye 1. Futbol Ligi, der zweitklassigen fünfgleisig und zweietappig gespielten Türkiye 2. Futbol Ligi und der drittklassigen und achtgleisig gespielten Türkiye 3. Futbol Ligi. Zur Saison 2001/02 wurde der Profifußball auf vier Profiligen erweitert. Während die Türkiye 1. Futbol Ligi unverändert blieb, wurde die Türkiye 2. Futbol Ligi in die nun zweithöchste Spielklasse, die Türkiye 2. Futbol Ligi A Kategorisi (zu dt.: 2. Fußballliga der Kategorie A der Türkei), und die dritthöchste Spielklasse, die Türkiye 2. Futbol Ligi B Kategorisi (zu dt.: 2. Fußballliga der Kategorie B der Türkei), aufgeteilt. Die nachgeordnete Türkiye 3. Futbol Ligi wurde fortan somit die vierthöchste Spielklasse, die TFF 3. Lig. Jene Mannschaften, die in der Drittligasaison 2000/01 lediglich einen mittleren Tabellenplatz belegten, wurden für die kommende Saison in die neu geschaffene vierthöchste türkische Spielklasse, in die 3. Lig, zugewiesen. Akhisar Belediyespor, welches die Liga auf dem 8. Tabellenplatz beendet hatte, musste so systembedingt in die 3. Lig absteigen.

### Die Atilla-Özcan-Ära und Aufstieg in die TFF 1. Lig
Nach dem systembedingten Abstieg in die neugeschaffene TFF 3. Lig belegte der Verein immer sichere Nichtabstiegsplätze, schaffte es aber nicht, um den Aufstieg zu spielen. Im April 2005 stellte der Verein den Cheftrainer Atilla Özcan ein. Dieser Trainer bewirkte die erhoffte Wende. So spielte die Mannschaft in der ersten Saison unter Özcan, der Viertligasaison 2005/06, um den Aufstieg mit und verpasste diesen durch den 4. Tabellenplatz. Nachdem in der Spielzeit 2006/07 mit dem 13. Tabellenplatz der Verein hinter den Erwartungen geblieben war, wurde in der Spielzeit 2007/08 wieder um den Aufstieg mitgespielt. Am Saisonende stieg der Klub als Vizemeister nach achtjähriger Abstinenz wieder in die TFF 2. Lig auf.
In seiner ersten Drittligaspielzeit nach dem Aufstieg belegte die Mannschaft unter Özcan einen mittleren Tabellenplatz. Bereits in der zweiten Drittligasaison unter Özcan, der Saison 2009/10, spielte der Verein um den Aufstieg mit. Nach einem Kopf-an-Kopf-Rennen mit Güngören Belediyespor wurde der Verein hinter diesem Vizemeister der 2. Lig, sicherte sich aber dennoch den direkten Aufstieg in die TFF 1. Lig, der zweithöchsten türkischen Spielklasse, und sicherte sich dadurch die erste Teilnahme der Klubgeschichte an dieser Liga.
Nach dem Aufstieg gelang Akhisar Belediyespor ein guter Start in die Saison 2010/11. Entgegen den Erwartungen der Fachpresse blieb der Klub bis zum 6. Spieltag auf einem Nichtabstiegsplatz. Erst durch die 1:2-Heimniederlage gegen Orduspor vom 6. Spieltag rutschte der Klub auf dem 17. und vorletzten Abstiegsplatz. Am 10. Tabellenplatz befreite sich die Mannschaft durch ein 1:0-Heimsieg gegen den direkten Abstiegsgegner Giresunspor aus der Abstiegsregion und überwinterte die Winterpause auf dem 13. Tabellenplatz. Nachdem auch der Start in die Rückrunde gut bewältigt wurde, rutschte der Klub durch eine 0:4-Auswärtsniederlage vom 23. Spieltag erneut gegen Orduspor in die Abstiegsregion ab. Nach dieser Niederlage wurde nach gegenseitigem Einvernehmen mit dem Cheftrainer Özcan dessen Vertrag aufgelöst.

### Die Hamzaoğlu-Ära und Aufstieg in die Süper Lig
Nach dem Abgang von Özcan verpflichtete der Klub den jungen Cheftrainer Hamza Hamzaoğlu. Dieser hatte in dieser Saison den Ligarivalen Denizlispor zur Vizeherbstmeisterschaft geführt und war dann durch einen unerwartet schlechten Rückrundenstart von seinem Amt zurückgetreten. Unter diesem Trainer kämpfte die schon als sicherer Absteiger gehandelte Mannschaft den Rest der Spielzeit gegen den Abstieg und sicherte sich am letzten Tag überraschend den Klassenerhalt.
Nach der ersten Zweitligasaison der Klubgeschichte verpflichtete der Verein zur Saison 2011/12 nach Absprache mit Hamzaoğlu mehrere gestandene Spieler, die ihr Karrierehöhepunkte hinter sich hatten wie Ahmet Cebe, Kürşat Duymuş, Oğuz Dağlaroğlu, Şehmus Özer, Emrah Eren oder ehemals verheißungsvolle Spieler, die bisher ihren Karrieredurchbruch erreichen konnten wie Merter Yüce, Uğur Demirok. Mit dieser zum Großteil neu zusammengestellten Mannschaft spielte der Verein von Saisonbeginn an um den Aufstieg mit und überwinterte während der Winterpause auf dem 2. Tabellenplatz. Mit einigen Rückschlägen schaffte es die Mannschaft, auch in der Rückrunde um den Aufstieg mitzuspielen. Nachdem die Mannschaft zum Rückrundenstart den 2. Tabellenplatz verloren hatte, wurde dieser am 27. Spieltag wiedergewonnen, anschließend wieder abgegeben und am vorletzten Spieltag erneut belegt. Am letzten Spieltag besiegte Hamzaoğlus Mannschaft auswärts den direkten Aufstiegskonkurrenten Çaykur Rizespor mit 2:1 und sicherte sich dadurch völlig überraschend die Meisterschaft und damit den ersten Aufstieg der Vereinsgeschichte in die Süper Lig, die höchste türkische Spielklasse. Dadurch wurde Akhisar nach Akçaabat die zweite Kreisstadt, die mit einem Verein die Teilnahme an der Süper Lig erreichte. Akçaabat wurde in den Jahren 2003 bis 2005 von Akçaabat Sebatspor in der Süper Lig vertreten. Durch den zeitgleichen Abstieg Manisaspors aus der Süper Lig wurde Akhisar Belediyespor auch der einzige Vertreter der Provinz Manisa in der Süper Lig.
Für seine erste Süper-Lig-Saison der Klubgeschichte, der Saison 2012/13, wurden dem Klub seitens der Fachpresse wenig Chancen für den Klassenerhalt eingeräumt. Der Verein startete mit dem geringsten Budget aller Erstligavereine in die Saison und verstärkte sich erneut mit Spielern, die entweder ihre Karrierehöhepunkte hinter sich hatten oder deren Karrieredurchbrüche bisher ausblieben. So wurden u. a. Çağdaş Atan, Mehmet Yılmaz, Emin Aladağ, Evren Özyiğit, Kenan Özer, Ibrahima Sonko, Bruno Mezenga und Güray Vural verpflichtet. Lediglich mit Severin Brice Bikoko, dem Torschützenkönig der vergangenen Zweitligasaison, wurde ein gefragter Spieler in der Sommertransferperiode 2012 verpflichtet. Mit dieser Mannschaft rutschte der Verein am 7. Spieltag in die Abstiegsregion ab, konnte diese zwischenzeitlich verlassen und beendete die Hinrunde entsprechend den Erwartungen der türkischen Fachpresse als Tabellenletzter. Dennoch gelang es Hamzaoğlus Mannschaft, zum nächsten Nichtabstiegsplatz einen einholbaren Punkteabstand von vier Punkten zu bewahren. In der Winterpause verpflichte der Klub mit Bilal Kısa und Theofanis Gekas erneut zwei Spieler, die ihren Karrierehöhepunkte hinter sich hatten. Diese Verpflichtungen erwiesen sich im Rückrundenverlauf als sehr gelungen. Beide Spiele trugen mit ihren Toren bzw. ihrer Spielgestaltung erheblich zum folgenden Aufschwung bei. Die Mannschaft verkürzte sukzessive den Punkterückstand zum letzten Nichtabstiegsplatz und schaffte durch den überraschenden 4:1-Heimsieg gegen Beşiktaş Istanbul den Sprung auf dem 14. Tabellenplatz. Zwei Spieltage später rutschte der Verein auf den 15. und obersten Abstiegsplatz ab, kehrte aber am vorletzten Spieltag wieder auf den 14. Tabellenplatz zurück. Am letzten Spieltag besiegte die Mannschaft im entscheidenden Spiel um den Abstieg den direkten Abstiegskonkurrenten Orduspor auswärts mit 0:2 und sicherte sich so überraschend den Klassenerhalt in seiner ersten Erstligasaison.
Nach dem überraschenden Klassenerhalt verlängerte die Vereinsführung den ausgelaufenen Vertrag mit Hamzaoğlu um eine weitere Saison. Auch vor der zweiten Erstligasaison wurden dem Verein wenig Chancen für den Klassenerhalt eingeräumt. So verließ mit Theofanis Gekas, der in der Rückrunde mit seinem 12 Toren erheblich zum Klassenerhalt beitragen hatte, einer der wichtigsten Leistungsträger die Mannschaft. Als Ersatz für Gekas konnte der Verein den eher unbekannten senegalesischen Spieler Oumar Niasse verpflichten und blieb ansonsten auch ohne nennenswerte Neuverpflichtungen. Entgegen den Erwartungen avancierte die Mannschaft zu einem der Überraschungsteams der Saison. Gleich am ersten Spieltag übernahm die Mannschaft mit einem 3:1-Heimsieg gegen Elazığspor die Tabellenführung und sicherte sich die erste Erstligatabellenführung der Klubgeschichte. In der Hinrunde belegte der Klub nahezu immer Tabellenplätze in der oberen Tabellenhälfte, phasenweise gar im oberen Tabellendrittel, und überwinterte in der Winterpause auf dem 9. Tabellenplatz. Diesen Trend behielt die Mannschaft in der Rückrunde bei, sicherte sich früh den Klassenerhalt und beendete die Saison auf dem 10. Tabellenplatz. Zudem stellte der Verein in dieser Spielzeit mit Uğur Demirok, Bilal Kısa und Güray Vural gleich drei Spieler der türkischen Nationalmannschaft. Im Laufe dieser erfolgreichen Spielzeit übernahm Hamzaoğlu neben seiner Tätigkeit bei Akhisar Belediyespor auch bei der Nationalmannschaft das Amt des Co-Trainers. Vor dem 33. Spieltag der Saison 2013/14 erklärte Hamzaoğlu, dass er in der nächsten Saison seine Trainertätigkeit bei Akhisar nicht mehr fortsetzen werde. Nachdem ihn der Nationaltrainer Terim ihn aufgefordert hatte, sich für die kommende Saison entweder für die Nationalmannschaft oder Akhisar Belediyespor zu entscheiden, fiel Hamzaoğlus Entscheidung für die Co-Trainertätigkeit in der Nationalmannschaft und gegen Akhisar.

### Neuzeit und die ersten Titel
Nachdem der Erfolgstrainer Hamzaoğlu den Verein verlassen hatte, verkaufte der Klub seinen Star Oumar Niasse gegen eine Ablösesumme von 5,5 Millionen Euro an den russischen Verein Lokomotive Moskau. Mit Mustafa Reşit Akçay verpflichtete der Verein erneut einen Trainer der sich einen Namen gemacht hatte, mit bescheidenen Mitteln beachtliche Erfolge zu feiern. Nach Absprache mit diesem Trainer verpflichtete der Verein anschließend eine Reihe von Spielern, u. a. Didier Zokora und Theofanis Gekas. Akçay hatte bereits in seiner vorherigen Station mit Zokora erfolgreich zusammen gearbeitet und machte seinen Einfluss bei diesem Transfer geltend. Unter dieser neuen Belegschaft startete die Mannschaft sehr erfolgreich in die Saison und führte zwei Spieltage lang die Tabelle an. Nachdem bis etwa zur Mitte der Hinrunde immer einer der ersten vier Tabellenplätze belegt werden konnte, begann der Verein bis zur Winterpause in der Tabelle immer weiter nach unten zu rutschen. Nachdem der Klub am 15. Spieltag zuhause dem abstiegsgefährdeten Verein mit 0:4 unterlag und nur noch drei Punkte von einem Abstiegsplatz entfernt war, trat Akçay von seinem Amt zurück.
Den zurückgetretenen Akçay ersetzte der Verein mit dem ehemaligen Superstar Roberto Carlos. Nach der Verpflichtung Carlos’ investierte die Klubführung in mehrere, vor allem ausländische, Spieler. Diese Neuverpflichtungen erwirkten einen Umschwung. Die Mannschaft entfernte sich durch mehrere Siege, u. a. einen 2:1-Auswärtssieg gegen Fenerbahçe Istanbul, von den Abstiegsplätzen. Den sicheren Klassenerhalt sicherte sich der Verein am 32. Spieltag und beendete die Saison auf dem 12. Tabellenplatz. Trotz des Klassenerhaltes konnte sich die Klubführung und Roberto Carlos nicht über eine Zusammenarbeit für die nächste Saison einigen, sodass der Brasilianer den Verein bereits am Saisonende wieder verließ.
Zur Saison 2015/16 wurde Cihat Arslan als Cheftrainer verpflichtet. Die Spielzeit beendete man auf dem achten Tabellenplatz, was zu diesem Zeitpunkt die beste Saison des Vereins in der ersten Liga darstellte. Dieser Vereinsrekord konnte in der Folgesaison übertroffen werden und man konnte den siebten Platz vorweisen. Während der Saison trennten sich Arslan und der Verein nach zwei Spieltagen (mit Meinungsverschiedenheiten als offizielle Begründung). Zunächst übernahm Tolunay Kafkas, der jedoch nach 25 Spieltagen und einem 15. Tabellenplatz gehen musste. Für ihn übernahm Okan Buruk, der das Team zum bis dato besten Ergebnis der Vereinsgeschichte führte. Die letzten sieben Spiele der Saison konnte man allesamt gewinnen.
In der Saison 2017/18 konnte der Verein dann seinen ersten nationalen Titel feiern. Im Finale des Türkischen Pokals gewann man mit 3:2 gegen Fenerbahçe Istanbul. Mit diesem Erfolg qualifizierte man sich erstmals für die Europa League. In der Gruppenphase trifft der Klub auf den FC Sevilla, Standard Lüttich und FK Krasnodar.
Auch den Supercup 2018 konnte man mit 5:4 im Elfmeterschießen gegen Meister Galatasaray Istanbul gewinnen.

## Erfolge
- Türkischer Pokalsieger: 2017/18
- Türkischer Pokalfinalist: 2018/19
- Türkischer Fußball-Supercup: 2018
- Meister der TFF 1. Lig: 2011/12
- Aufstieg in die Süper Lig: 2011/12
- Vizemeister der TFF 2. Lig: 2009/10
- Aufstieg in die TFF 1. Lig: 2009/10
- Vizemeister der TFF 3. Lig: 2007/08
- Aufstieg in die TFF 2. Lig: 2007/08

## Europapokalbilanz
| Saison  | Wettbewerb         | Runde        | Gegner           | Gesamt | Hin     | Rück    |
| ------- | ------------------ | ------------ | ---------------- | ------ | ------- | ------- |
| 2018/19 | UEFA Europa League | Gruppenphase | FK Krasnodar     | 1:3    | 0:1 (H) | 1:2 (A) |
| 2018/19 | UEFA Europa League | Gruppenphase | Standard Lüttich | 1:2    | 1:2 (A) | 0:0 (H) |
| 2018/19 | UEFA Europa League | Gruppenphase | FC Sevilla       | 2:9    | 0:6 (A) | 2:3 (H) |

Gesamtbilanz: 6 Spiele, 1 Unentschieden, 5 Niederlagen, 4:14 Tore (Tordifferenz −10)

## Ligazugehörigkeit
- 1. Liga: 2012–2019
- 2. Liga: 2010–2012, seit 2019
- 3. Liga: 1984–1994, 1995–2001, 2008–2010
- 4. Liga: 2001–2008
- Regionale Amateurliga: bis 1984, 1994–1995

## Rekordspieler
| Rang                 | Name            | Einsätze | Zeitraum  |
| -------------------- | --------------- | -------- | --------- |
| 01.                  | Güray Vural     | 128      | 2012–0000 |
| 02.                  | Caner Osmanpaşa | 121      | 2015–0000 |
| 03.                  | Bruno Mezenga   | 115      | 2012–2016 |
| 04.                  | Merter Yüce     | 103      | 2012–2016 |
| 05.                  | Bilal Kısa      | 095      | 2012–0000 |
| 06.                  | Ahmet Cebe      | 094      | 2012–2016 |
| 07.                  | Onur Ayık       | 086      | 2015–0000 |
| 08.                  | Oğuz Dağlaroğlu | 082      | 2012–2015 |
| 09.                  | Miguel Lopes    | 077      | 2016–0000 |
| 10.                  | Custódio        | 076      | 2014–2017 |
| 10.                  | Abdoul Sissoko  | 076      | 2016–0000 |
| Stand: 17. März 2019 |                 |          |           |

| Rang                 | Name             | Tor | Einsätze | Tor/Spiel |
| -------------------- | ---------------- | --- | -------- | --------- |
| 01.                  | Theofanis Gekas  | 24  | 039      | 0,62      |
| 02.                  | Hugo Rodallega   | 23  | 051      | 0,45      |
| 03.                  | Bruno Mezenga    | 21  | 115      | 0,19      |
| 04.                  | Ricardo Vaz Tê   | 17  | 059      | 0,29      |
| 05.                  | Oumar Niasse     | 12  | 034      | 0,35      |
| 05.                  | Güray Vural      | 12  | 128      | 0,09      |
| 07.                  | Mehmet Akyüz     | 11  | 044      | 0,25      |
| 08.                  | Bilal Kısa       | 10  | 095      | 0,11      |
| 09.                  | Jewhen Selesnjow | 09  | 024      | 0,38      |
| 10.                  | Mustafa Yumlu    | 08  | 053      | 0,15      |
| Stand: 17. März 2019 |                  |     |          |           |

## Bekannte ehemalige Spieler
| - Burak Akyıldız - Mehmet Akyüz - Koray Arslan - Çağdaş Atan - Kerem Bulut - Osman Bozkurt - Oğuz Dağlaroğlu - Uğur Demirok - Kürşat Duymuş | - Theofanis Gekas - Yiğit Gökoğlan - Hasan Kabze - Bilal Kısa - Oumar Niasse - Şehmus Özer - Alessandro Riedle - Luan Scapolan - Ivan Sesar | - Ibrahima Sonko - Anıl Taşdemir - Sertan Vardar - Erman Yıldırım - Mehmet Yılmaz - Musa Sinan Yılmazer - Didier Zokora - Lomana LuaLua |

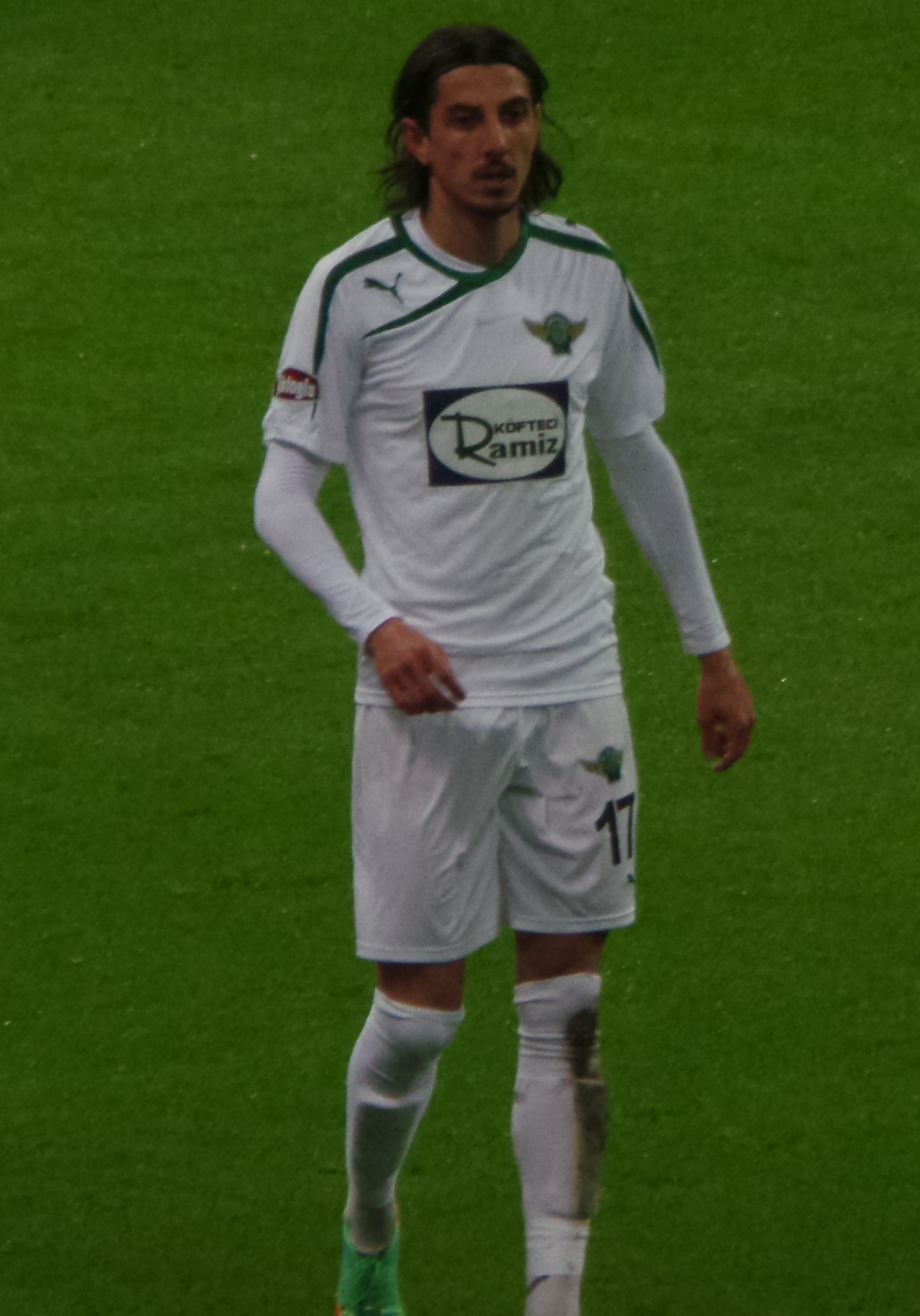
Mehmet Akyüz
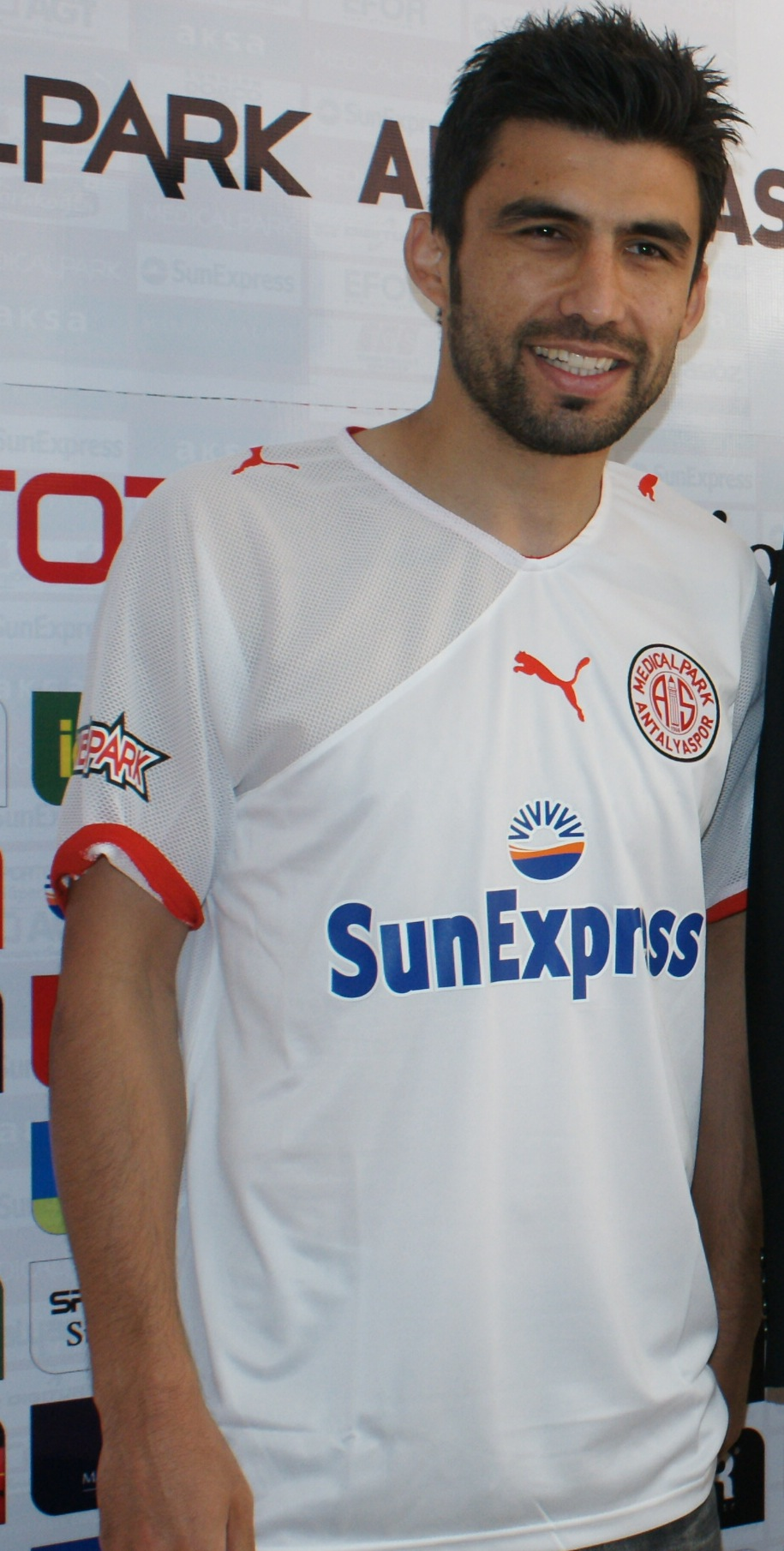
Koray Arslan
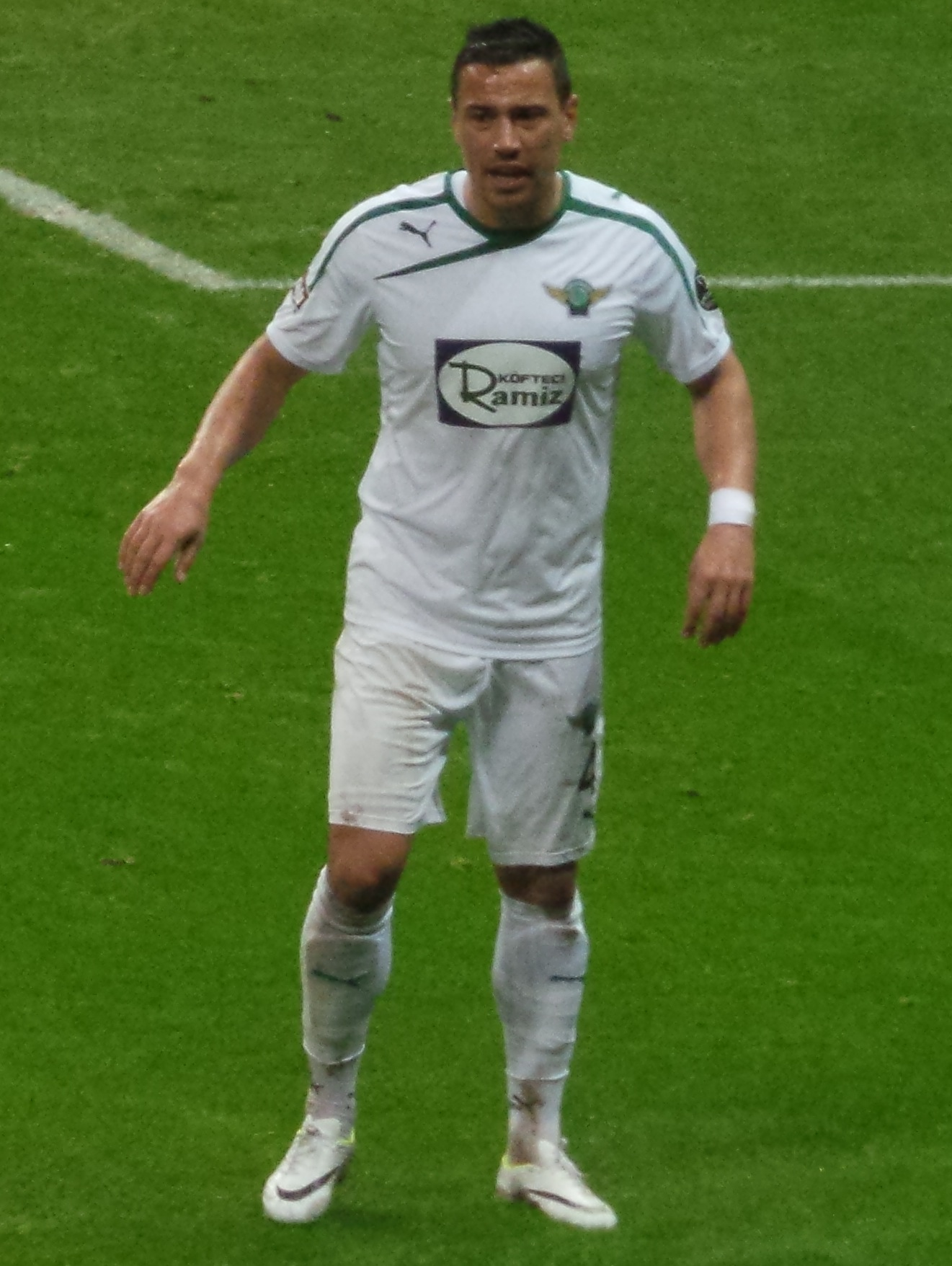
Çağdaş Atan
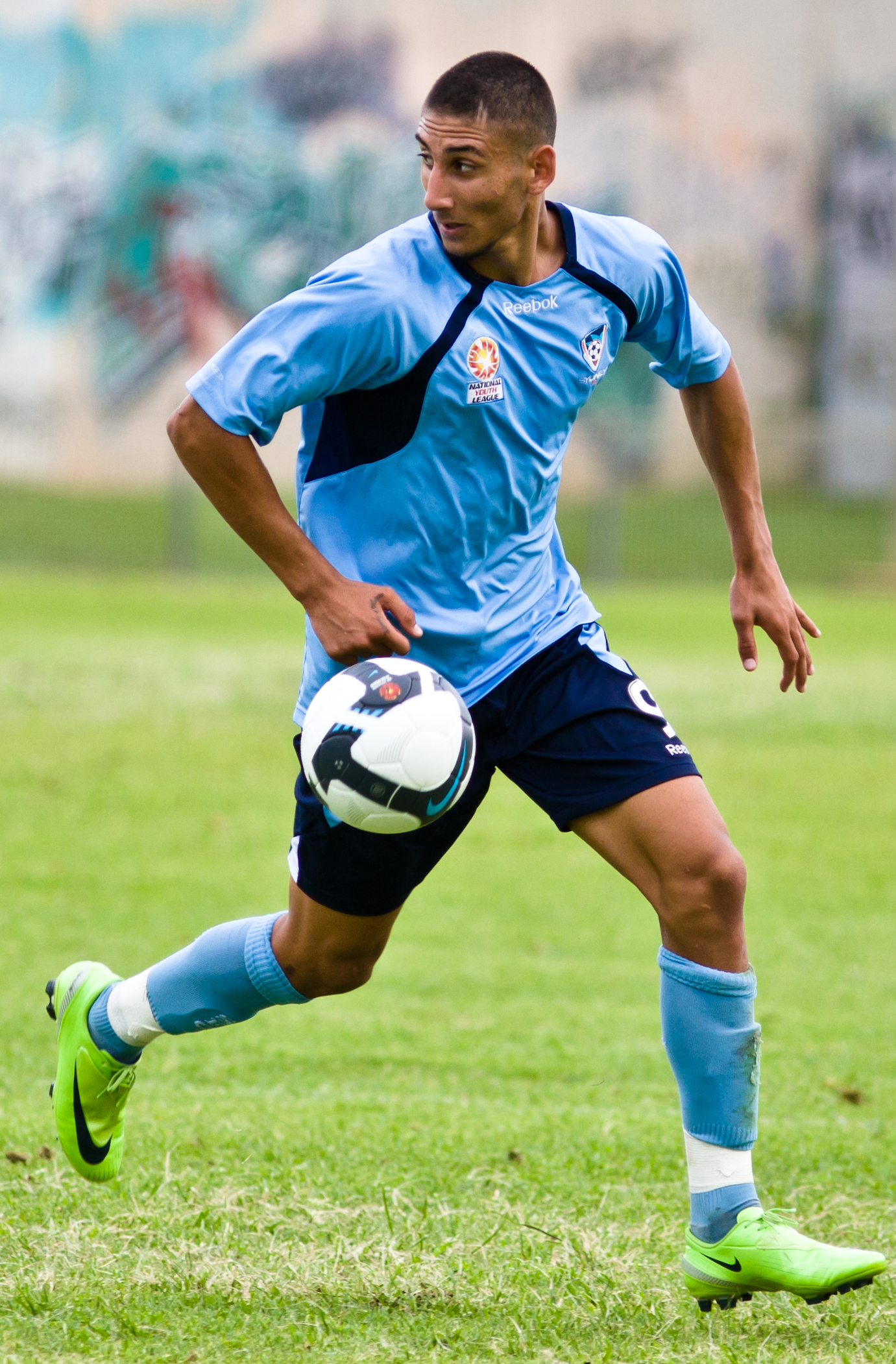
Kerem Bulut
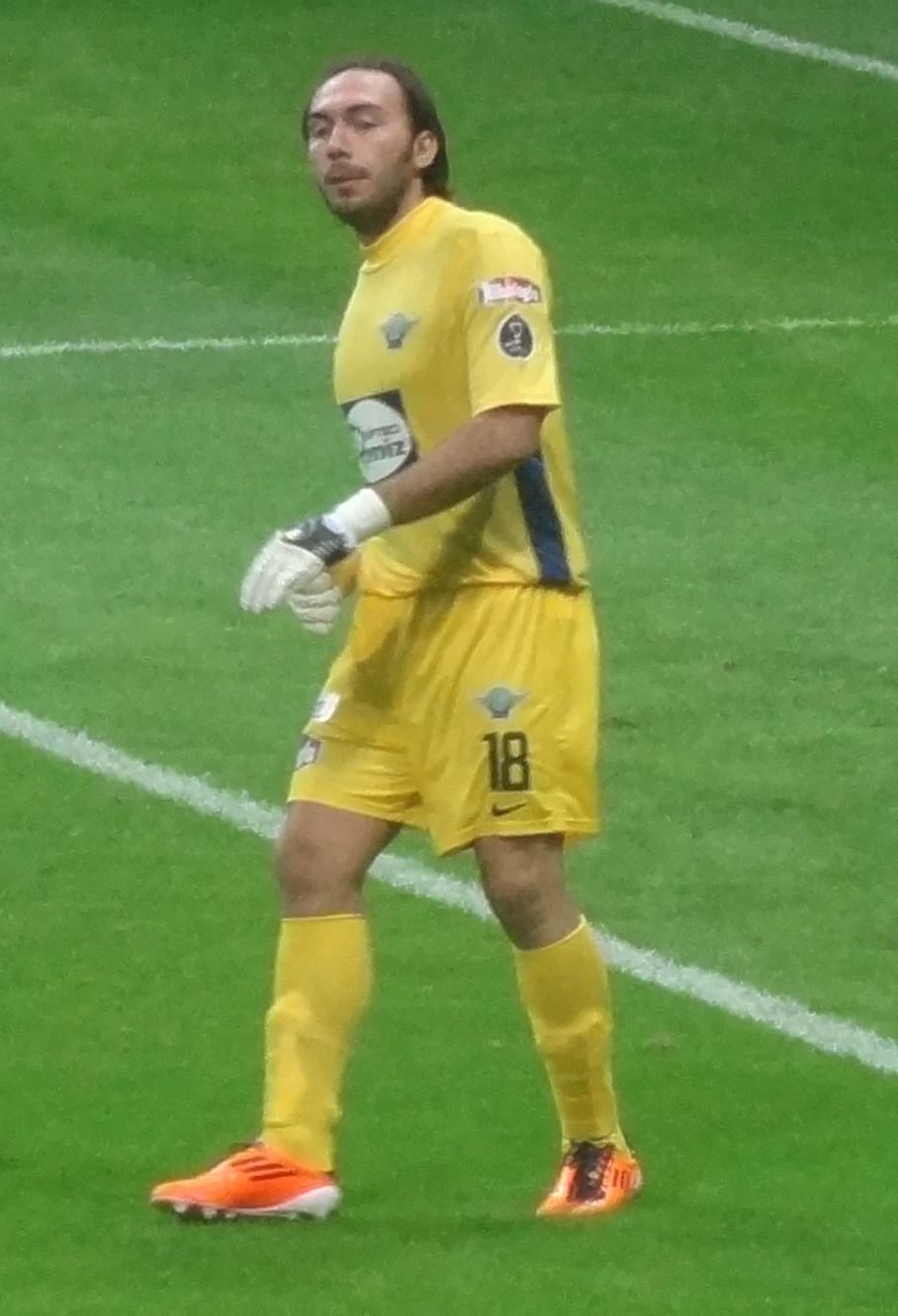
Oğuz Dağlaroğlu
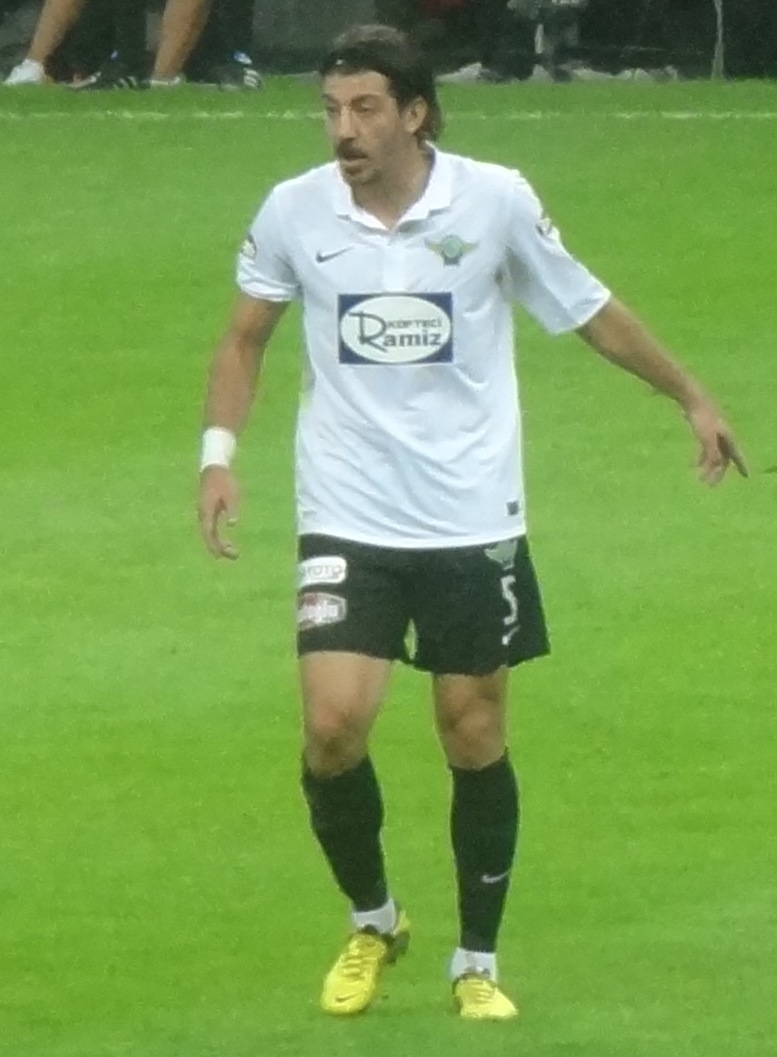
Kürşat Duymuş
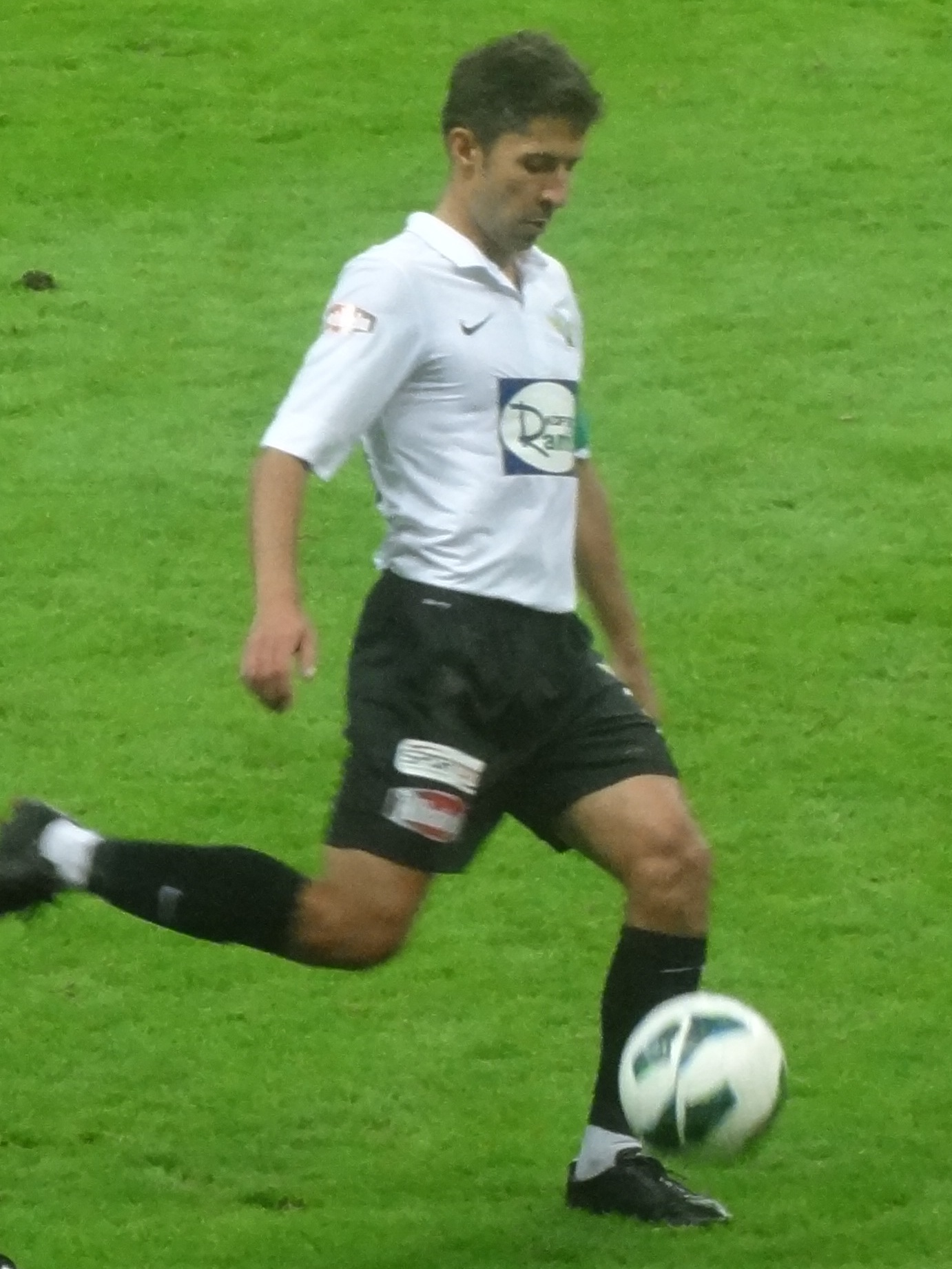
Emrah Eren
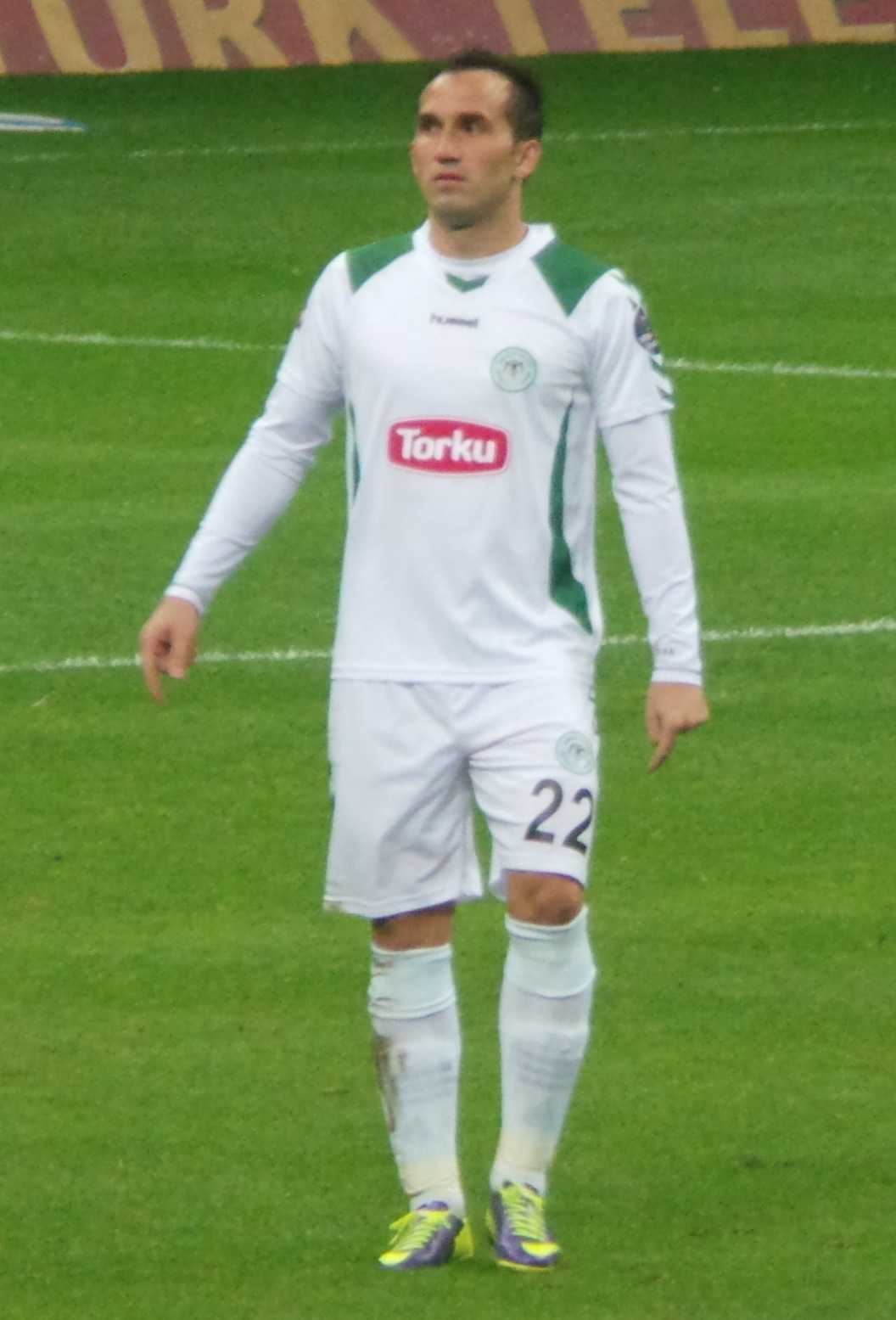
Theofanis Gekas
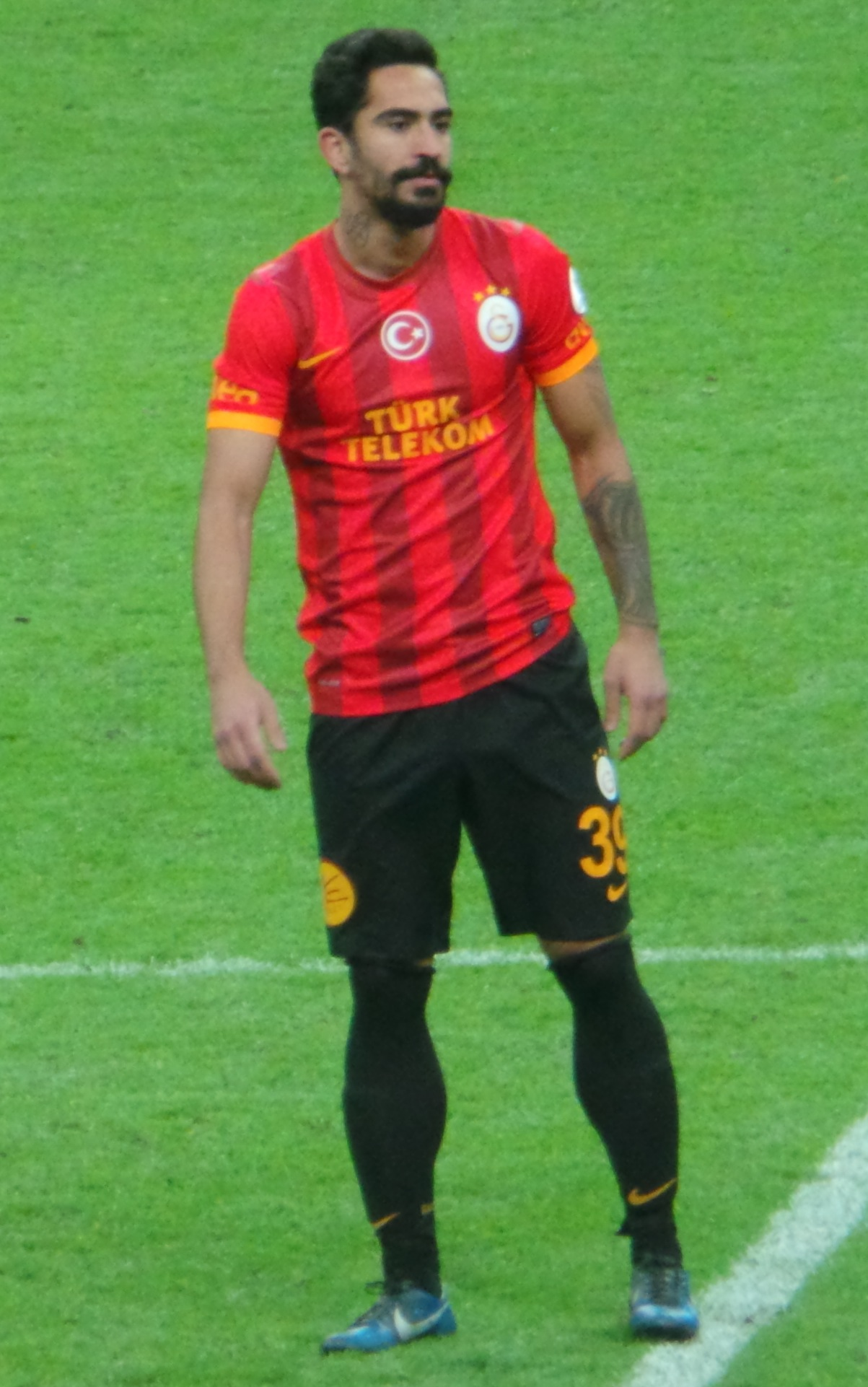
Yiğit Gökoğlan
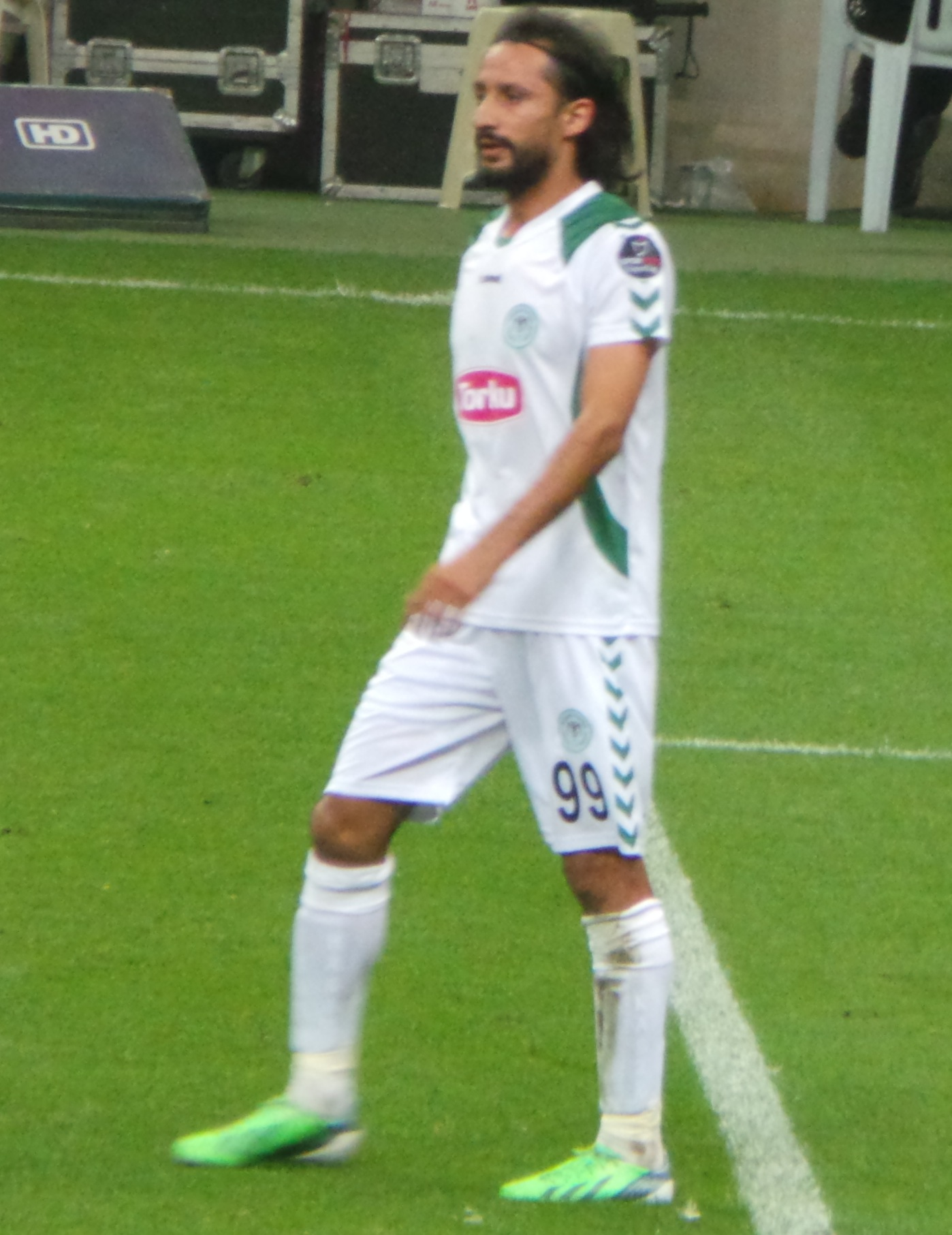
Hasan Kabze
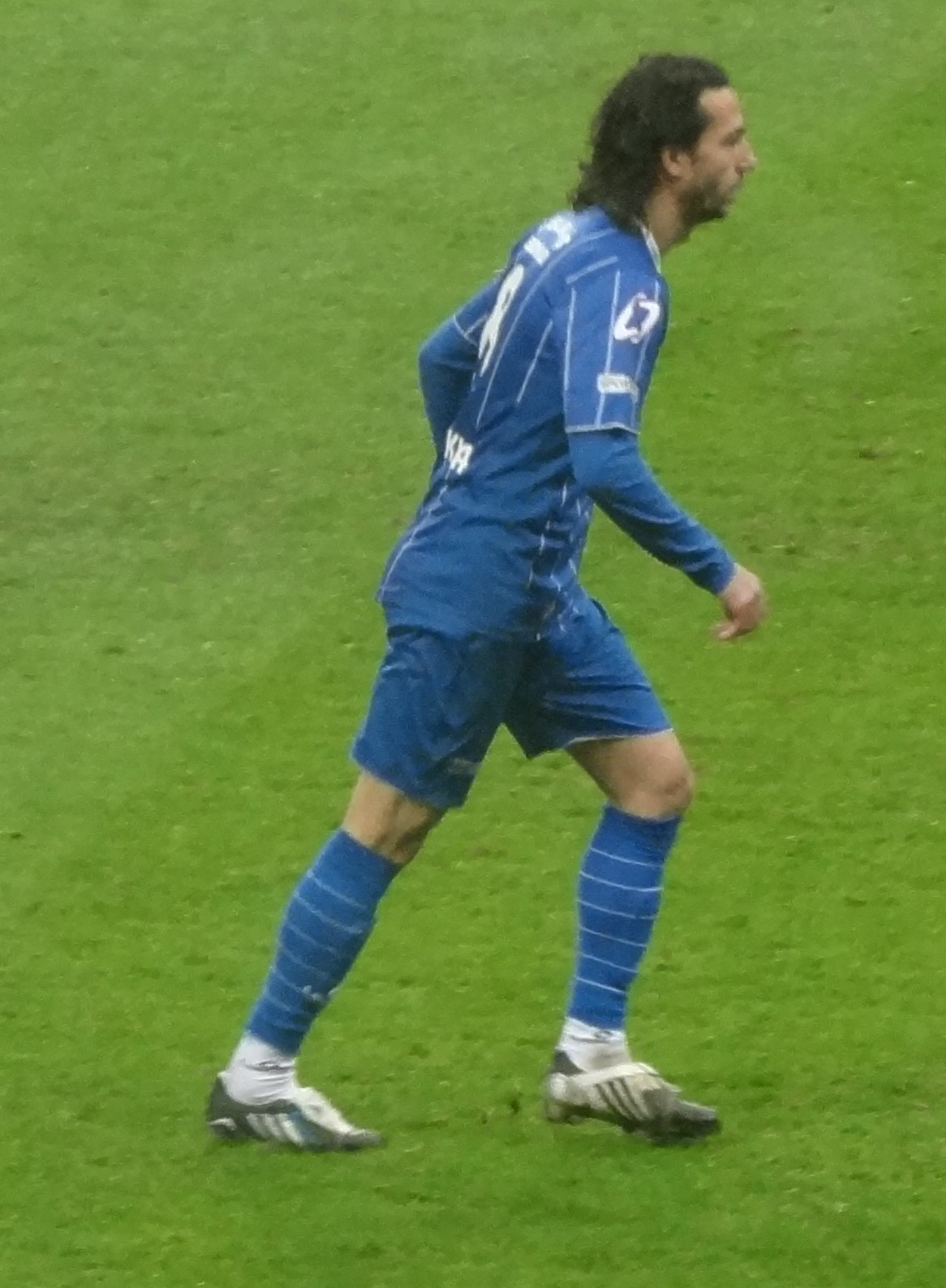
Bilal Kısa
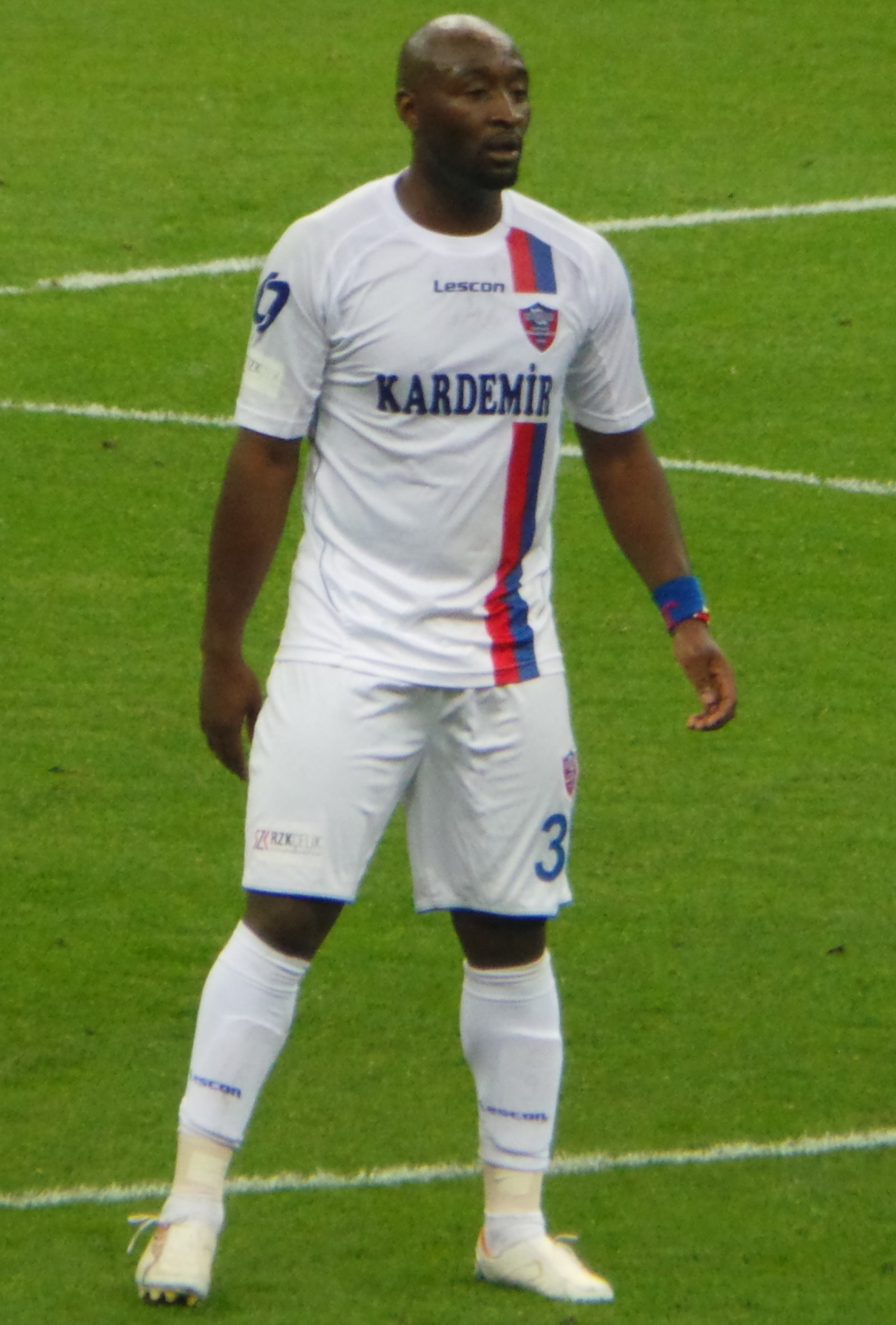
Lomana LuaLua
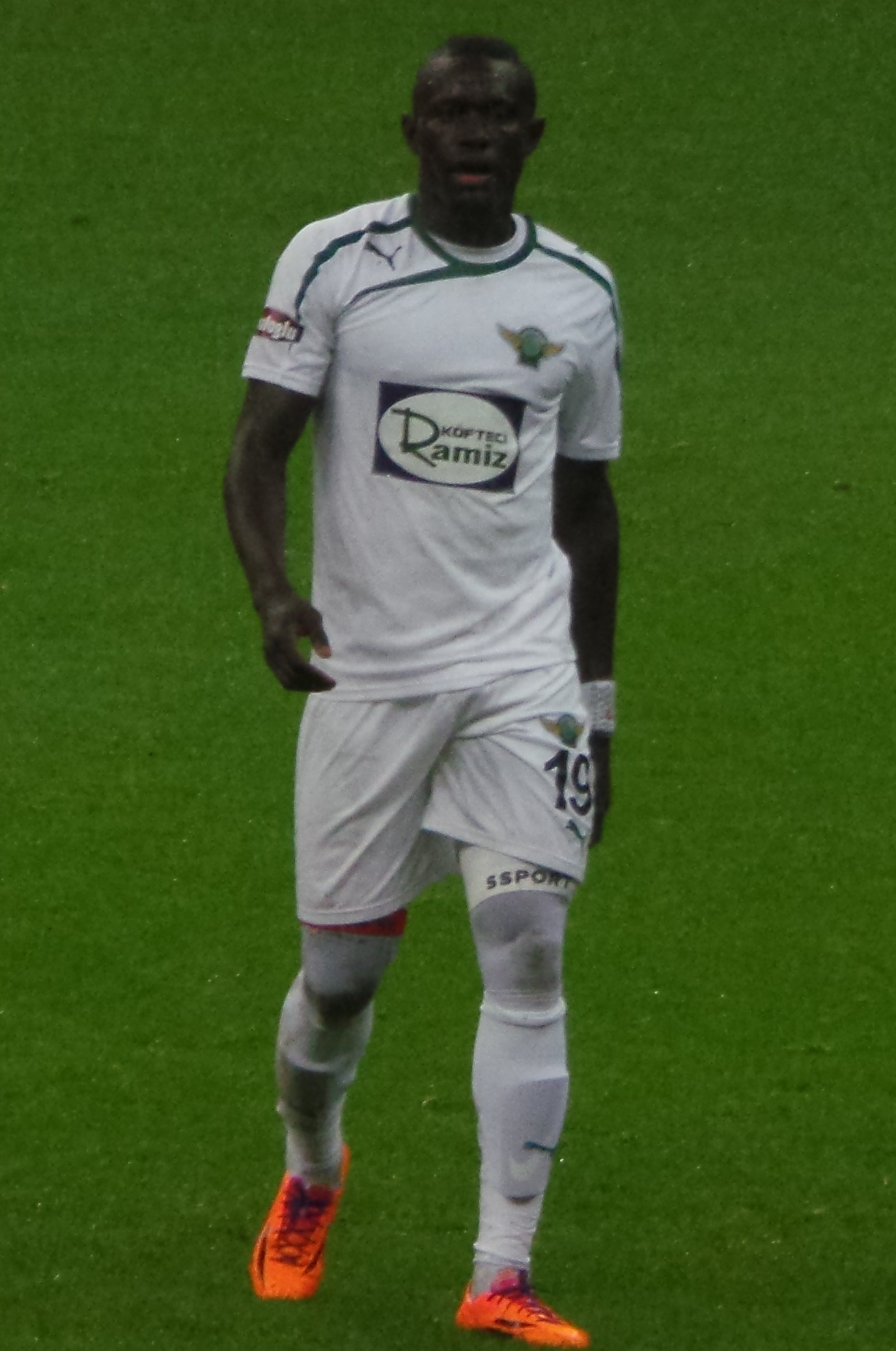
Oumar Niasse
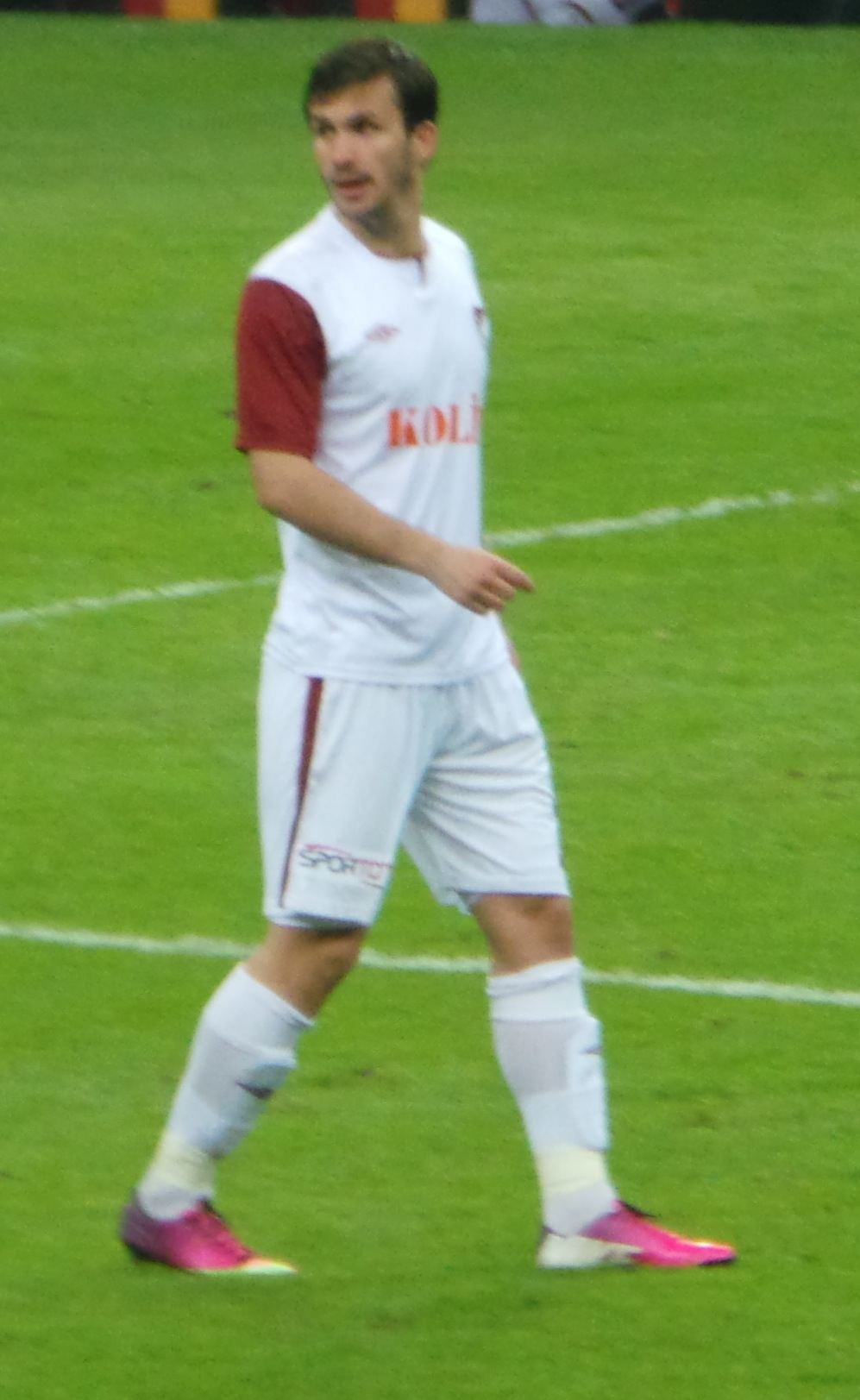
Ivan Sesar
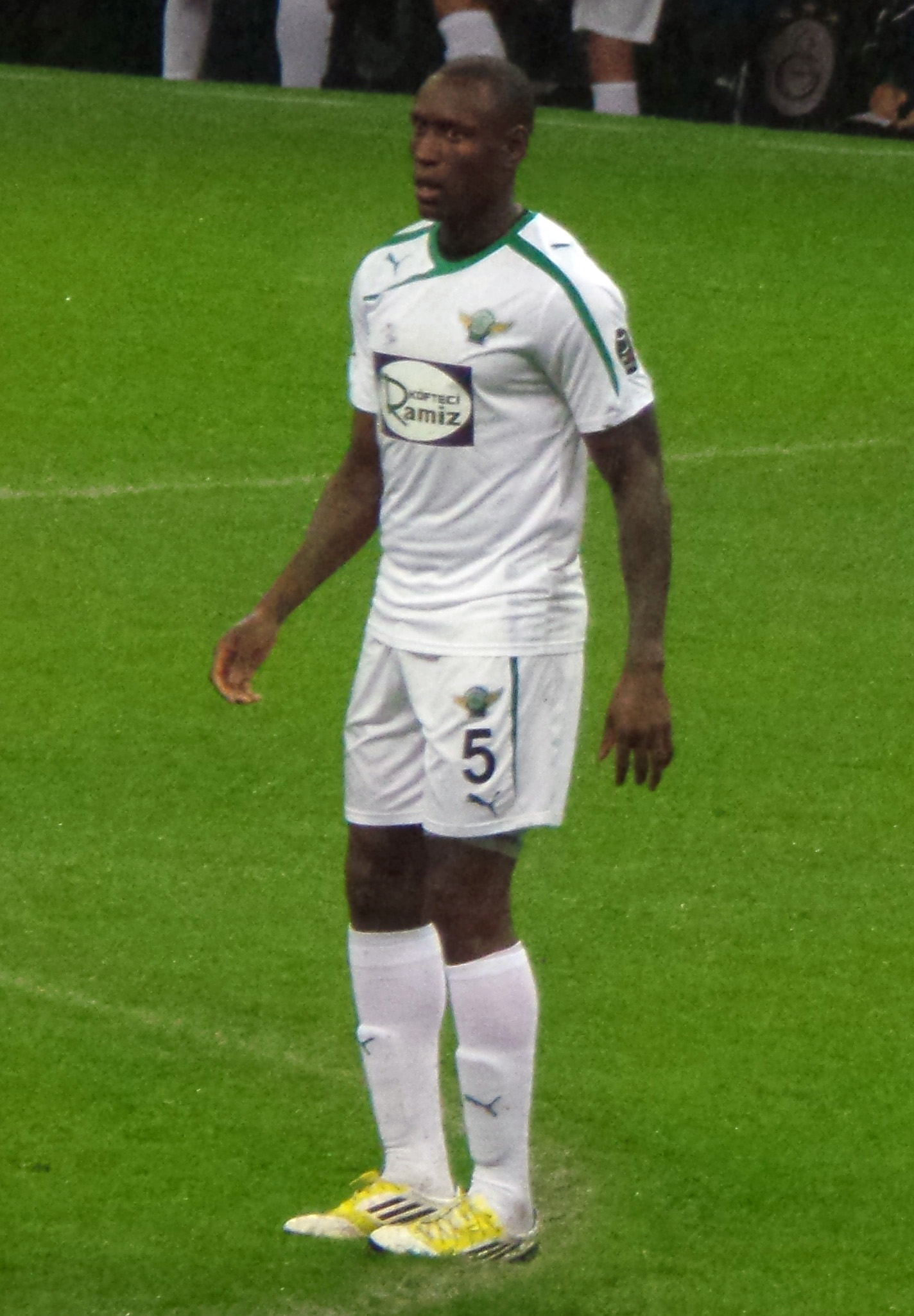
Ibrahima Sonko
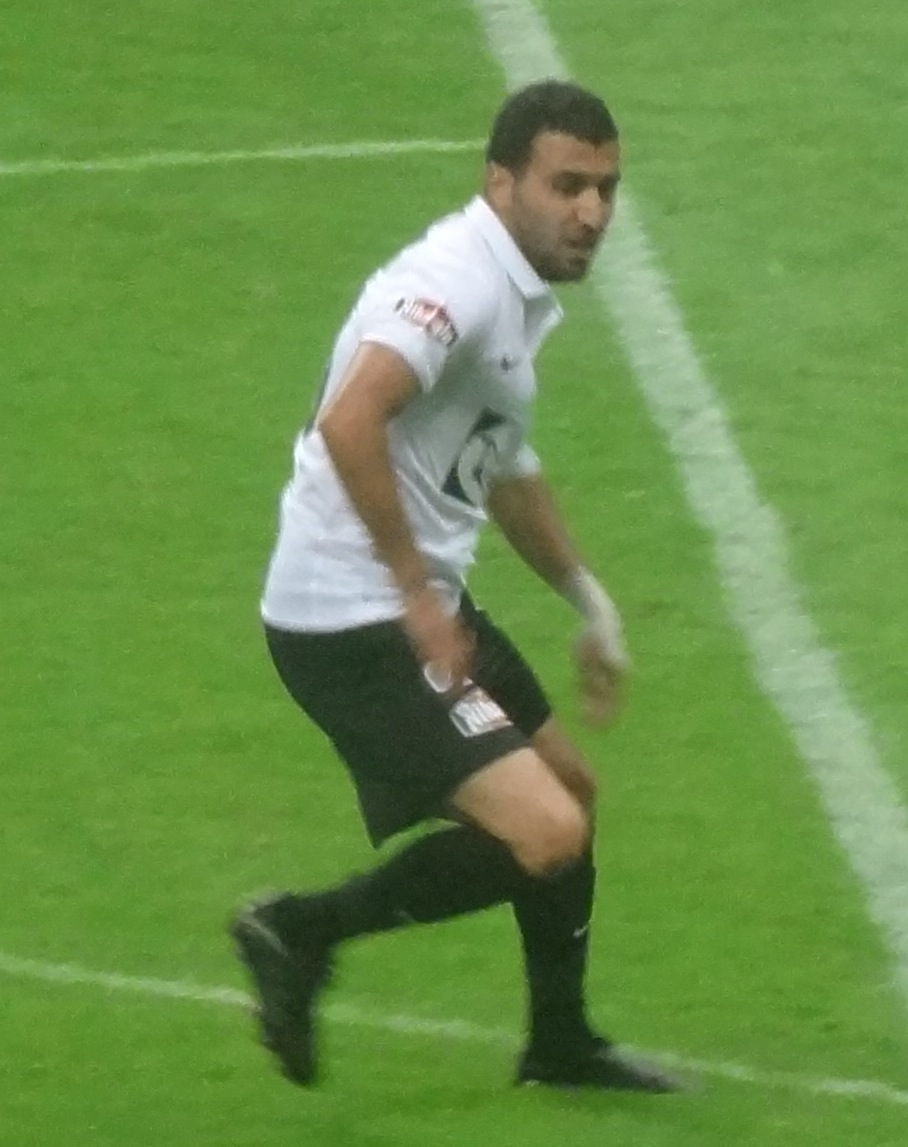
Anıl Taşdemir
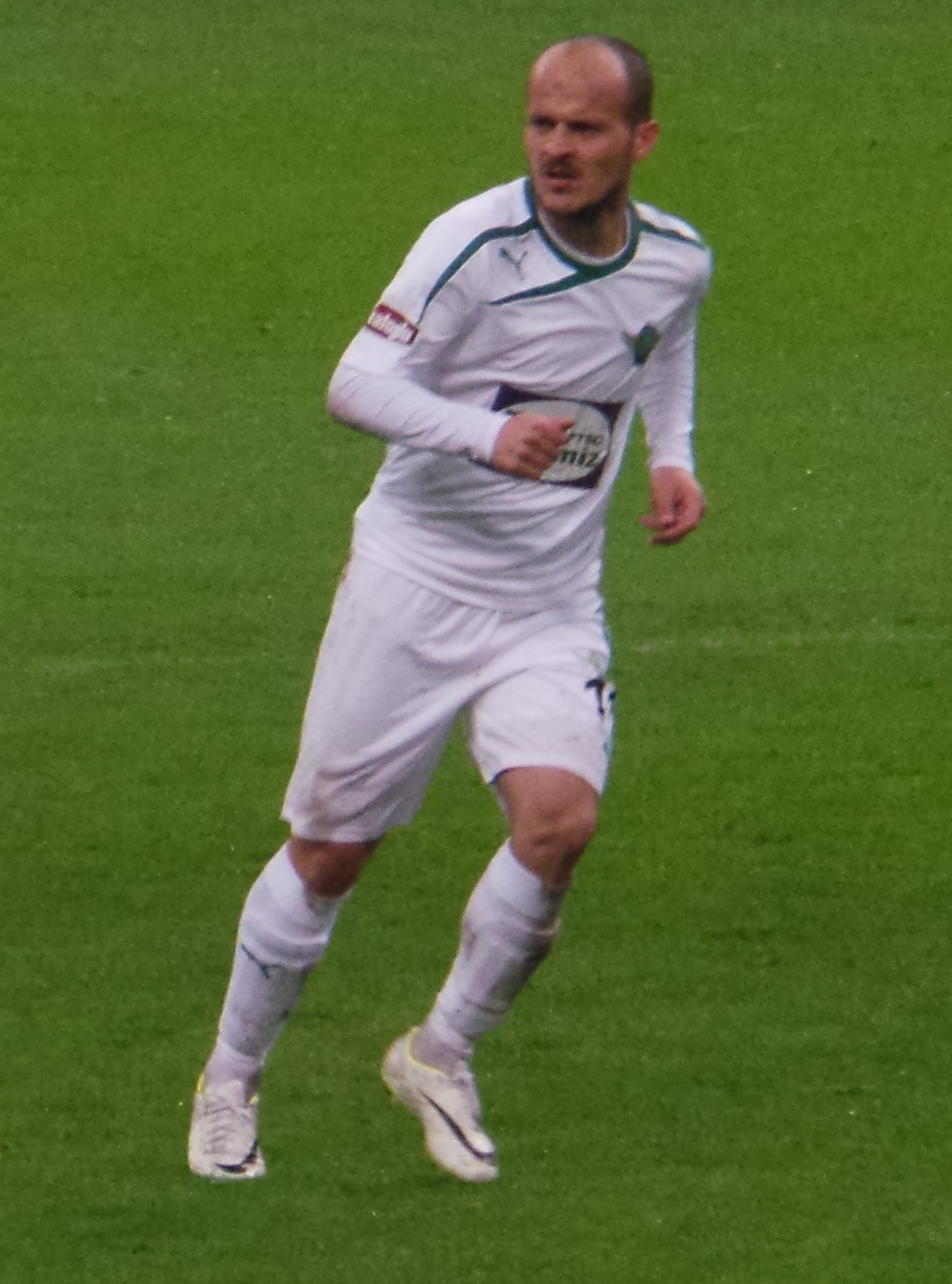
Sertan Vardar
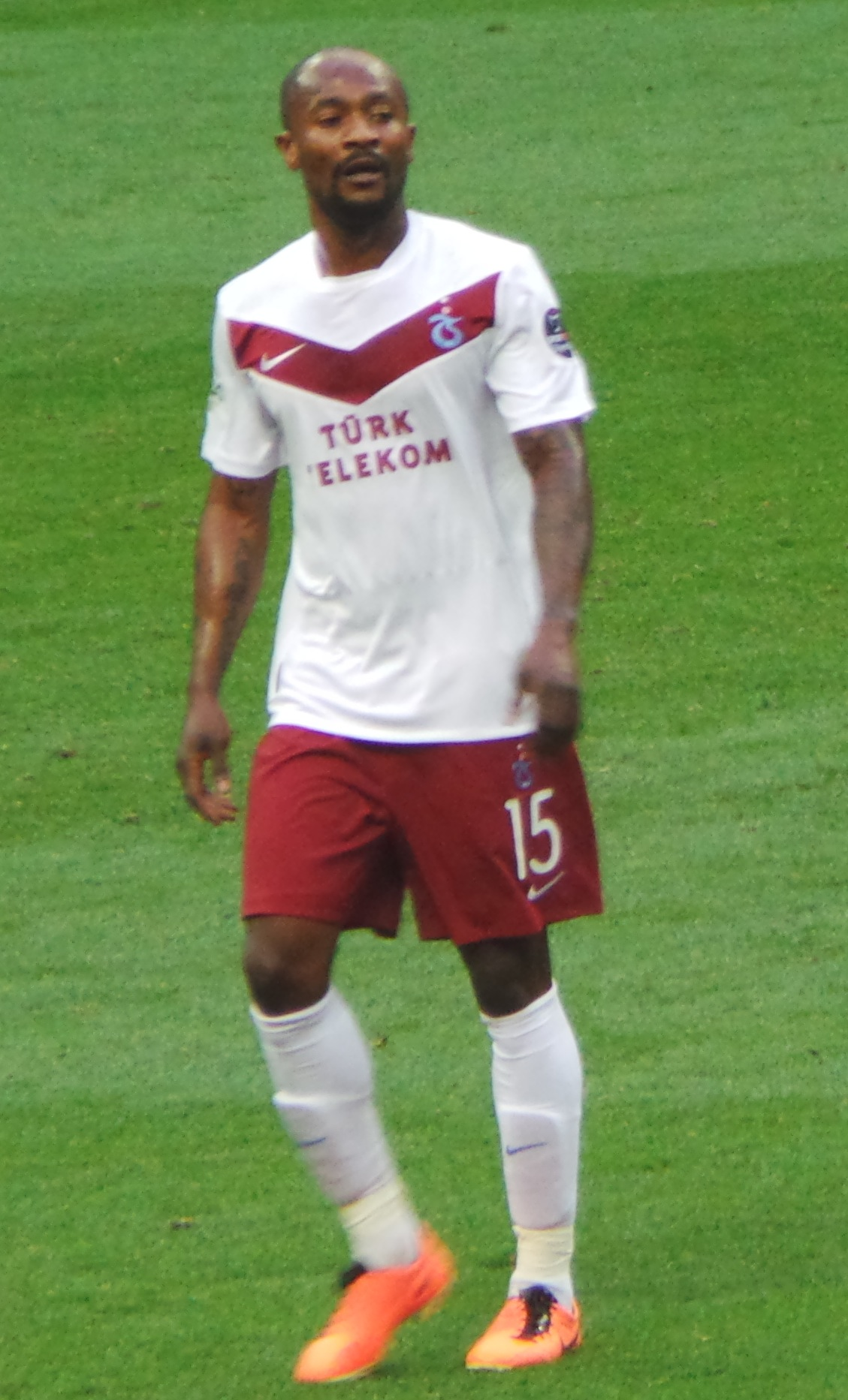
Didier Zokora

## Trainer (Auswahl)
- Atilla Özcan (April 1989 – Juni 1990)
- Ferudun Şaban Yarkın (Oktober 1996 – Mai 1998)
- Behiç Basatuğrul (Juni 1999 – Mai 2000)
- Unbekannt (Juni 2000 – Oktober 2000)
- Can Cangök (Oktober 2000 – Mai 2003)
- Turgut Uçar (August 2003 – April 2004)
- Atilla Özcan (April 2004 – Februar 2006)
- Unbekannt (Februar 2006 – Main 2006)
- Mustafa Serin (August 2006 – Oktober 2006)
- Atilla Özcan (Oktober 2006 – März 2011)
- Hamza Hamzaoğlu (März 2011 – Mai 2014)
- Mustafa Reşit Akçay (Juni 2014 – Dezember 2014)
- Roberto Carlos 1 (Dezember 2014 – Mai 2015)
- Cihat Arslan (Juni 2015 – September 2016)
- Tolunay Kafkas (September 2016 – März 2017)
- Okan Buruk (März 2017 – Mai 2018)
- Safet Sušić (Juni 2018 – September 2018)
- Cihat Arslan (September 2018 – Februar 2019)
- Cem Kavçak 2 (Februar 2019 – Mai 2019)
- Mehmet Altıparmak (Juni 2019 –)

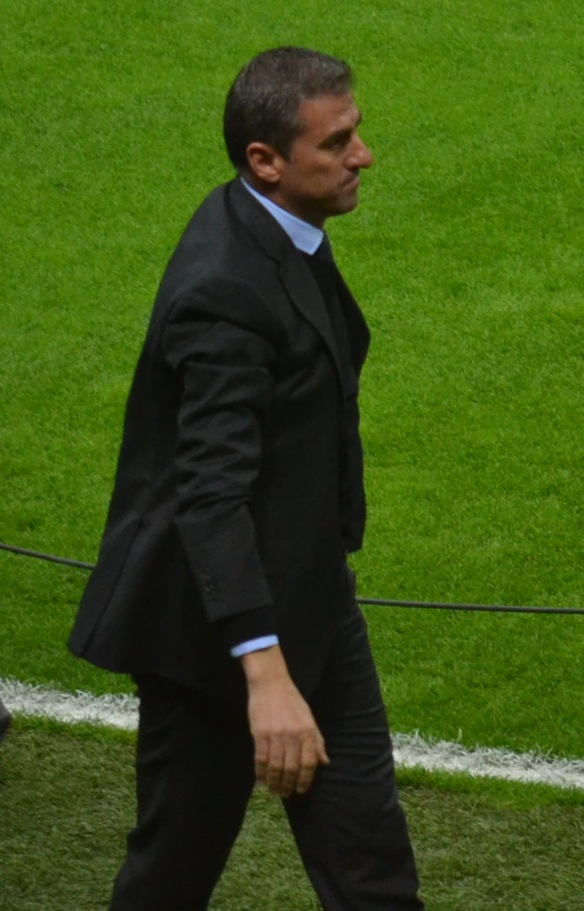
Hamza Hamzaoğlu
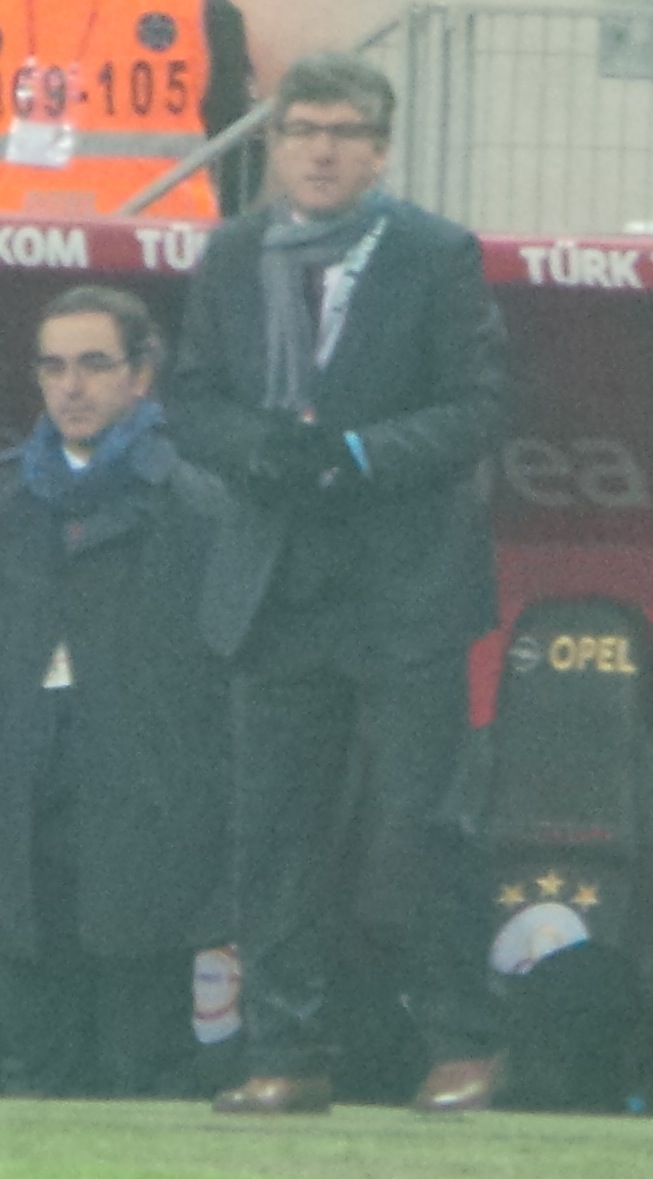
Mustafa Reşit Akçay
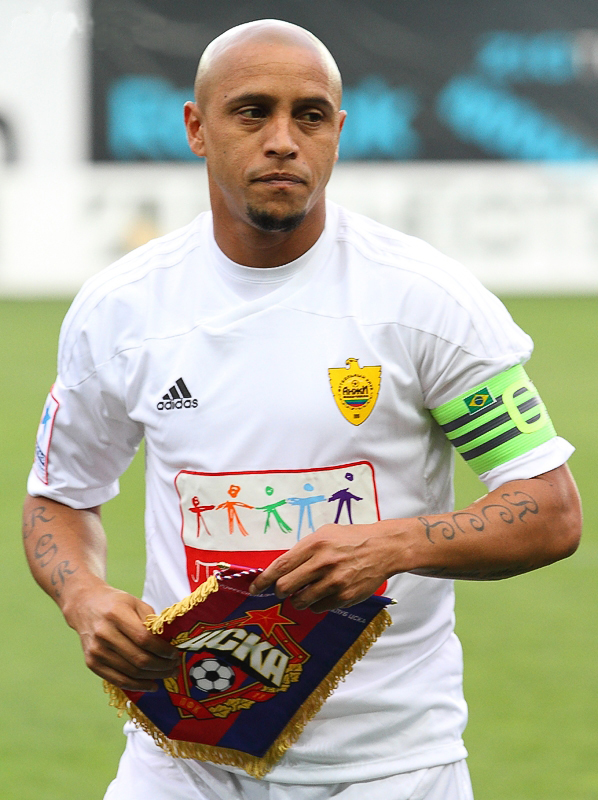
Roberto Carlos
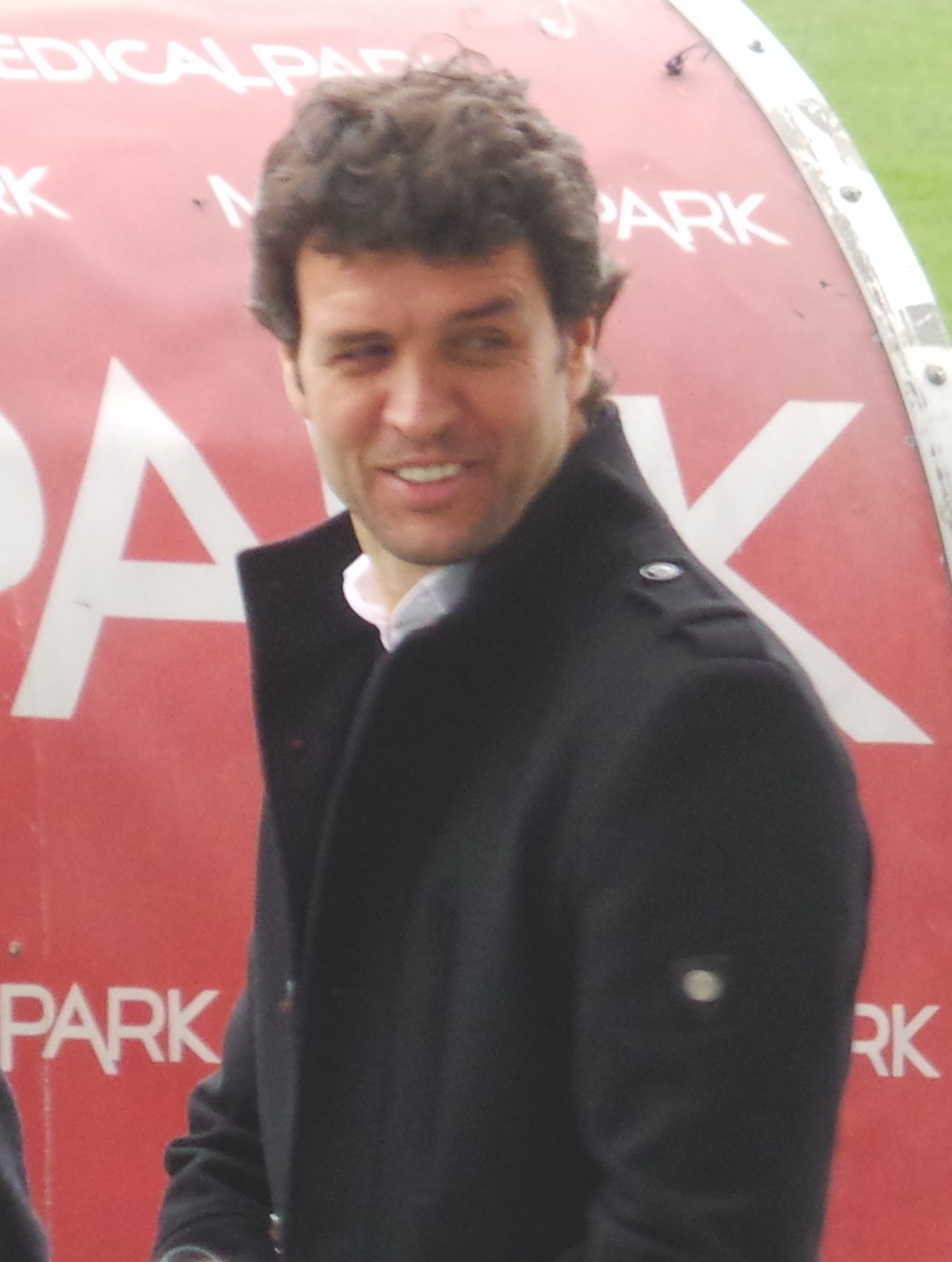
Cihat Arslan
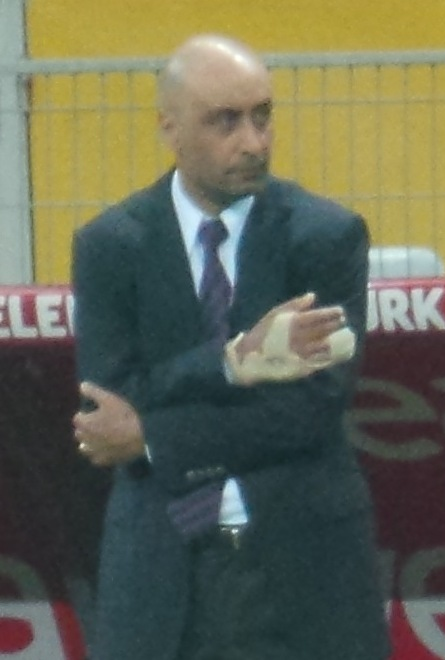
Tolunay Kafkas
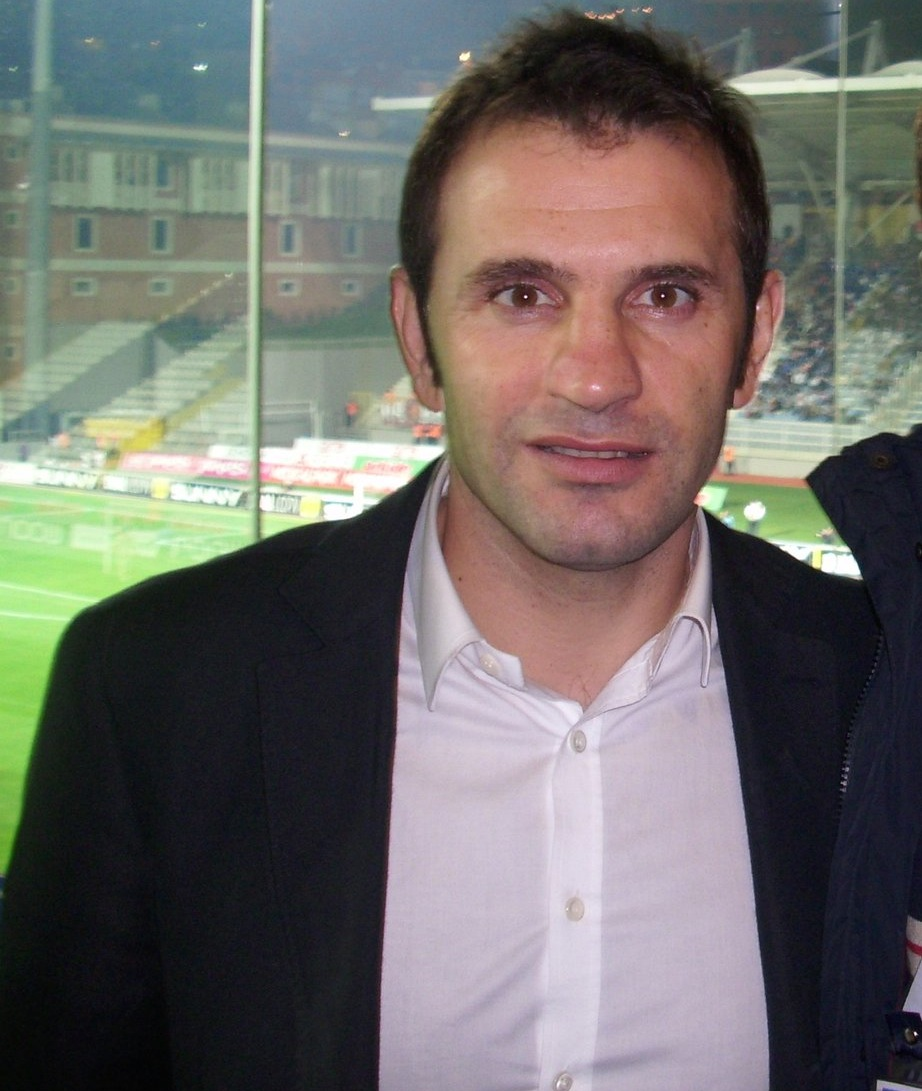
Okan Buruk
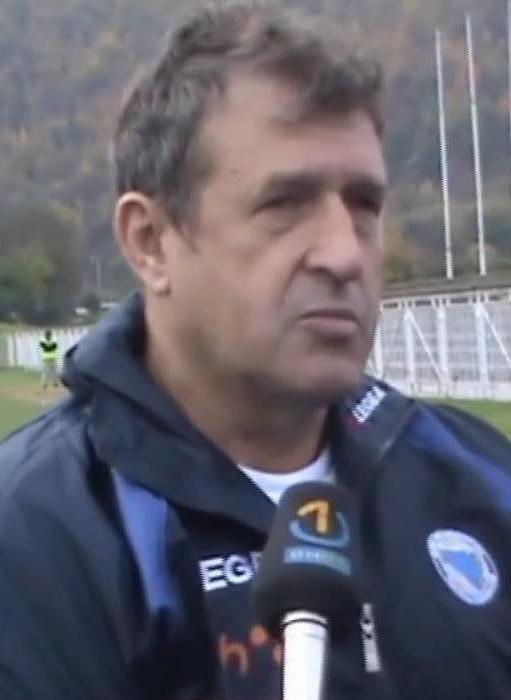
Safet Sušić